# Tauromaquia

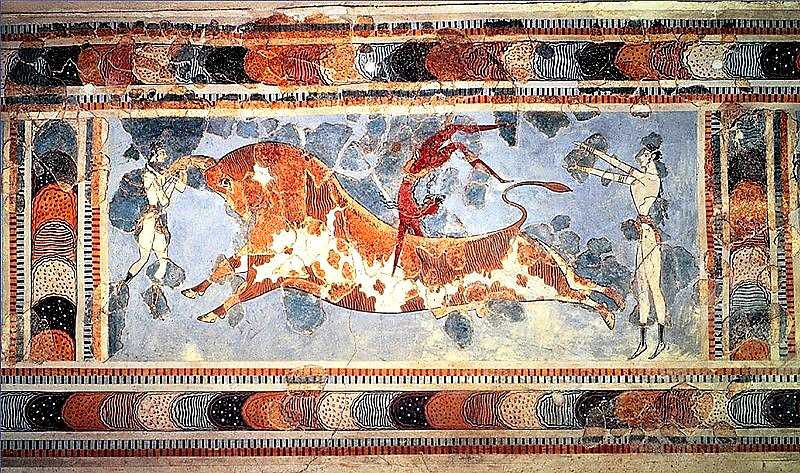
Taurocatapsia en la Creta minoica.

La tauromaquia (del idioma griego ταῦρος, taūros 'toro', y μάχομαι, máchomai 'luchar') la define la RAE como 'el arte de lidiar toros', tanto a pie como a caballo. Sus antecedentes se remontan a la Edad de Bronce. La tauromaquia reúne el concepto y las reglas que definen el arte de lidiar o toreo,  un arte que nació en España del que se tiene constancia en el siglo XI con la celebración de festejos taurinos en Ávila y en Zamora en el siglo XIII. La forma más conocida de tauromaquia es la corrida de toros cuya expresión más moderna surgió en el siglo XVIII. La Tauromaquia es además el nombre que reciben las obras o libros que tratan sobre la misma y en los que se desarrollan dichas reglas del torero.
La tauromaquia, es legal en tan solo siete de los 211 países existentes: España, Portugal, Francia, Ecuador, México, Perú y Venezuela.En Francia es legal tan solo en el sur del país y en España las corridas de toros han sido prohibidas en dos comunidades autónomas: Canarias, en 1991 y Cataluña en 2010.
En otros países como en China, Filipinas y Estados Unidos también se han celebrado corridas de toros pero en menor número. En otras partes del mundo hay otros tipos de festejos taurinos como los Toros a la Tica en Costa Rica, que son en especial diferenciadas al ser los protagonistas los llamados toreros improvisados (toreros no profesionales y por lo general hombres), que se animan a meterse en el ruedo para retar al toro y entretener al público. 
La tauromaquia incluye además de todos aquellos espectáculos relacionados o vinculados con el toro, el conjunto de tradiciones, fiestas y festejos populares con el toro como protagonista. Estas actividades abarcan desde la cría del toro de lidia por parte de las ganaderías bravas, las técnicas del toreo y aquellas actividades relacionadas directamente con el mismo como la confección de los vestidos de torear tanto de toreros como de banderilleros y picadores, muletas, capotes de brega y guarnicionería. Engloba también el diseño gráfico del cartel taurino y otras manifestaciones culturales en torno al mundo del toro como la literatura, las artes plásticas con sus variaciones según los lugares donde se producen y que son parte de la cultura nacional.
La tauromaquia es originaria de España y se remonta a la edad de bronce, en donde solo la realeza era digna de demostrar su valentía frente a un toro, al contrario de lo que se cree, el rejoneo es la expresión más antigua, los escritos datan del año de 1455 en España. Y esto no sería posible sin el toro bravo. Estas historias se entrelazan de tal manera en la que se cree que los primeros enfrentamientos fueron con los uros, animales de caza que a pesar de no ser una raza endémica de España fue allí donde se encontró uno de los mayores asentamientos.

## Definición de tauromaquia por la RAE
El Diccionario de Autoridades publicado entre 1726 y 1739 contó con un total de seis volúmenes y su prólogo fue encargado a Juan Isidro Fajardo regidor de Madrid y oficial de la secretaría del Despacho de Hacienda. La realización de las entradas de la letra Té del diccionario (sexto volumen) fue encargada a Jerónimo Pardo al no realizar este el encargo, el trabajo fue encomendado a José Cassani en 1728 y a Lorenzo Folch Cardona quien lo dejó en 1730. Fue Lope Francisco Hurtado de Mendoza y Figueroa quien el 22 de abril de 1732 finalizó los lemas entre la ta y la te, entre las que no figuraba la voz tauromaquia. El lema tauromaquia no fue incluido hasta 1817 en el que se definió 'el arte de lidiar y matar los toros', y apareció en la quinta edición del Diccionario de la lengua castellana por la Real Academia Española, donde también fue incluida la definición de arte como: 'conjunto de preceptos y reglas para hacer bien alguna cosa'.
En la actualidad, el DLE de la RAE recoge dos acepciones para tauromaquia:
1. Arte de lidiar toros.
2. Obra o libro que trata de la tauromaquia.

## Historia

### Antigüedad

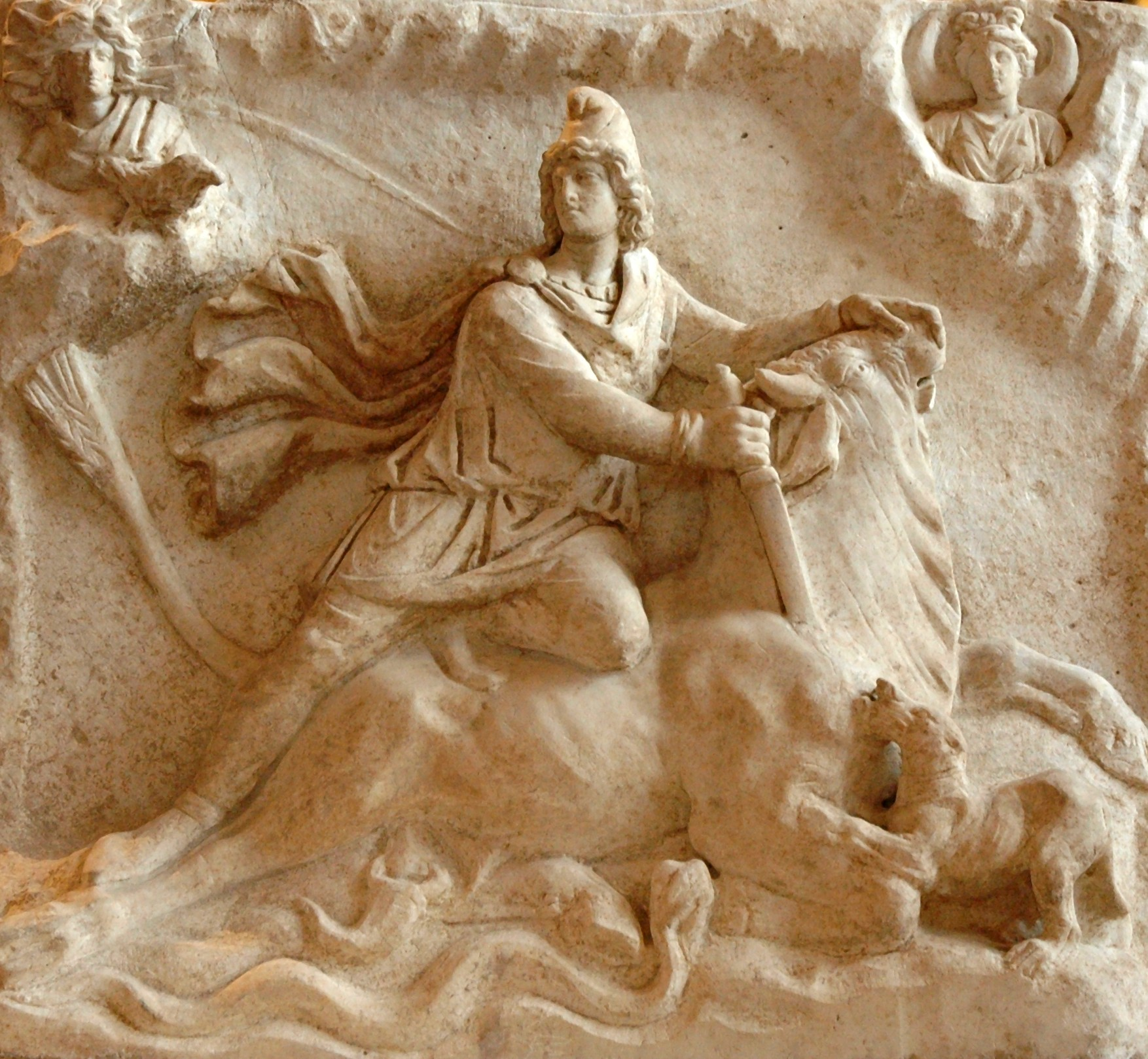
El dios Mitra.

Los antecedentes de los ritos con toros se remontan a la Edad de Bronce. En las culturas de la antigüedad el toro ha sido un símbolo importante como elemento identificador de ritos y sacrificios de animales cuyo fin era favorecer la fuerza de los guerreros o la fertilidad del ganado; también fue frecuente su empleo en las ofrendas, ceremonias funerarias o rituales de paso. De estas antiguas tradiciones existen vestigios procedentes de culturas como la indo-iraní, mesopotámica, egipcia y europea, entre todas ellas las referentes a la península ibérica tienen relevancia por su relación directa con las tradiciones taurinas que desembocaron en la tauromaquia o toreo, tradiciones culturales que fueron más tarde llevadas a otros países, como Portugal, Francia, México, Perú, Colombia, Venezuela o Ecuador –donde se mantienen tradiciones propias–.
Los vestigios de Baleares muestran hallazgos de tipo argárico y de la cultura talayótica similares a los existentes en Creta en donde se dieron cultos al toro. Del periodo de la Edad del Bronce son las cabezas de toro encontradas en Costitx (Mallorca).

### Cultura celta
Para los celtas el toro era la representación de la fuerza y la virilidad según los diferentes testimonios de la mitología como la ceremonia Tarbhfhess —también conocida como la Fiesta del Sueño del Toro— irlandesa o la ceremonia de la Recolección del Muérdago del Roble descrita por Plinio el Viejo.
Diodoro Sículo relató como, entre el 140-139 a. C.  Numancia debía pagar un tributo a Roma con el fin de mantener la paz con el imperio, entre otros bienes se incluían 3000 pieles de bueyes procedentes de las ganaderías celtíberas. El toro fue además un elemento importante en las ofrendas funerarias celtas y en la representación plástica, donde destacan los toros o verracos hallados junto a estelas como la de Clunia, en la que se representa una escena taurina en la que un guerrero lucha con un toro.

### Cultura tartésica

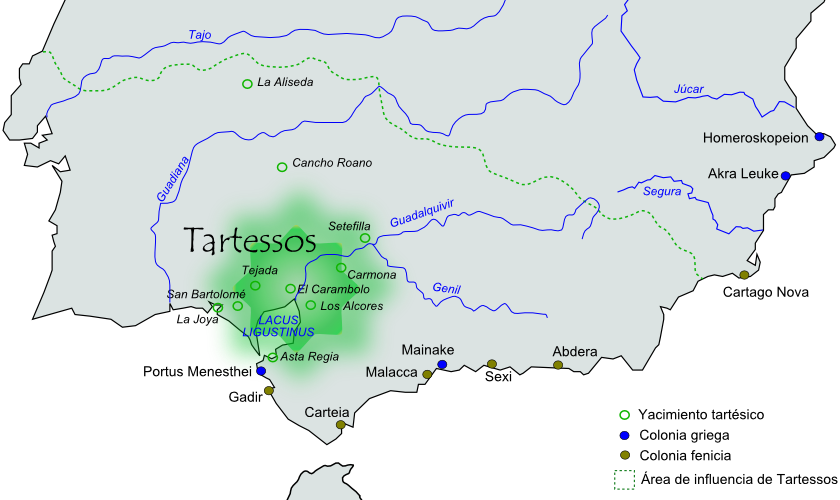
Área de influencia de la civilización Tartéssica.

Los hallazgos de numerosas piezas artísticas en la península ibérica relacionadas con rituales y ceremonias con el toro son numerosos y se encuentran en prácticamente toda la geografía peninsular, sin embargo el más importante de todos estos hallazgos es el de la Necrópolis de Medellín (Badajoz), en concreto es una placa de marfil que perteneció a un ajuar funerario datado entre el 650-500 a. C. En la placa de estilo sirio está representada una escena de tauromaquia de la mitología fenicia; se trata del héroe Melqart que, con una rodilla genuflexa, apuntilla a un toro en la testuz. La pieza guarda relación con otras similares procedentes de otras culturas mediterráneas como la hitita, la siria o la cretense del siglo XIII a. C. La importancia del hallazgo estriba en la relación entre los cultos al toro y las diferentes civilizaciones donde estos tuvieron lugar, entre todas la de Tartessos, en el entorno de la antigua ciudad Gadir, verificar así mismo la presencia del toro en la península ibérica así como la relación que estos ritos antiguos tienen con las fiestas de los toros y tauromaquia.

### Cultura griega

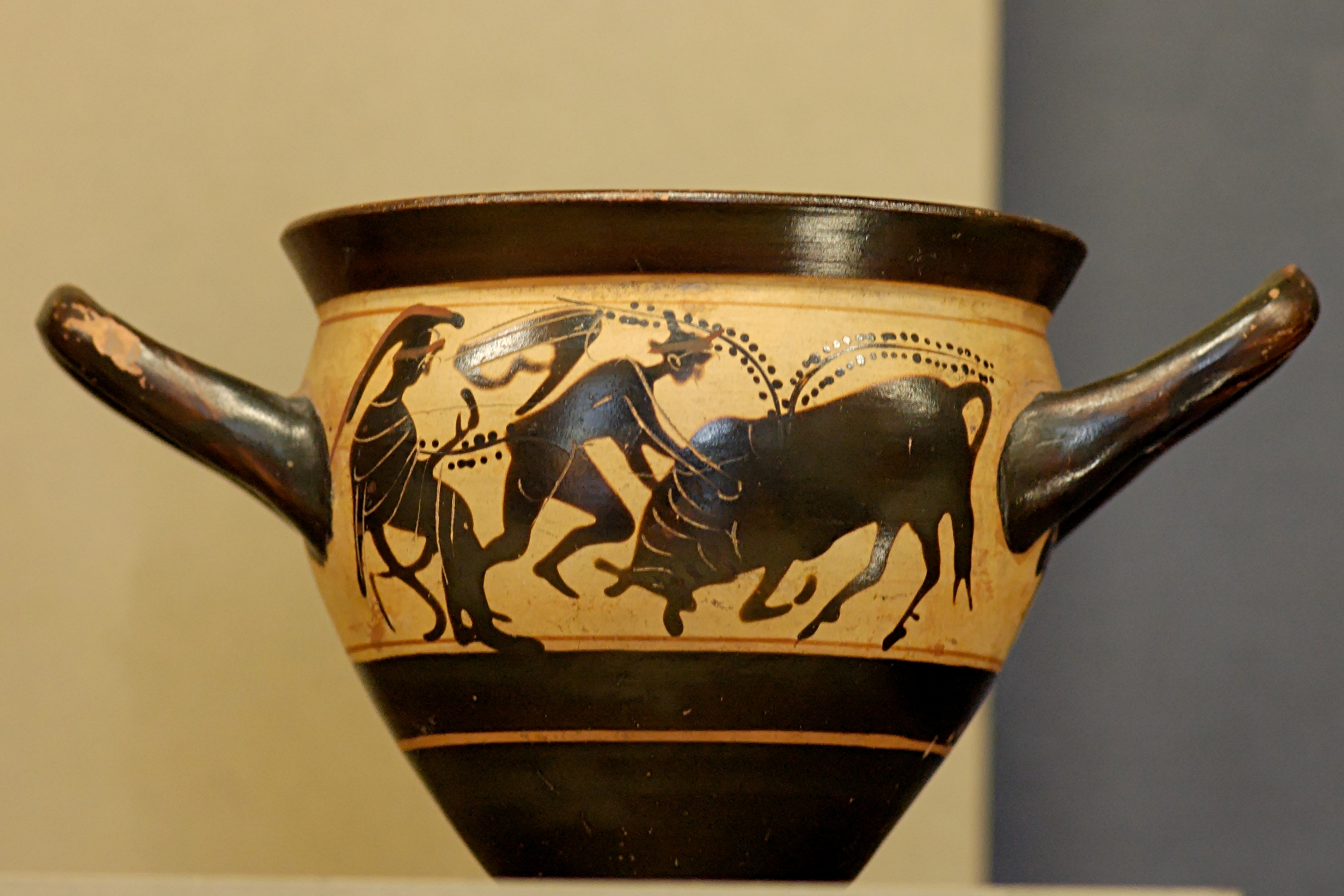
Sacrificio de un toro (Creta).

En la tradición táurica de la cultura griega, uno de los mitos más conocido es el del rey Gerión quien, según explica José María de Cossío: «... tuvo rebaños de toros y vacas en la península ibérica...» reses que pastaron junto al río Guadalquivir, en la Bética, donde surgieron las primeras ganaderías y encastes de reses bravas andaluzas siglos más tarde. Si bien no es el único indicio sobre ritos y celebraciones con toros en la antigua Grecia, en los hallazgos de Micenas se muestras varias escenas, en estucos, de saltos sobre toros incluidas algunas mujeres frente a toros en actitud de embestir.
En las descripciones de Plinio y Seuterio se detallan los juegos de toros durante el siglo V a. C. en los que jinetes perseguían a las reses hasta alcanzarlas para luego derribarlas cogiéndolas por las astas. Juegos que se mantuvieron durante cuatro siglos. En el Mediterráneo oriental se dieron una forma de hostigamiento de toros orientado al sacrificio, y en Atenas se realizaron los festivales de Haloa, similar a la corrida de toros, para honrar a Dionisos. Fueron dichos juegos los que César importó a Roma desde Tesalia.

### Cultura cartaginesa

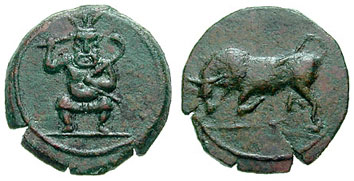
Moneda púnica de Ebusus. En el anverso, Bes con maza y serpiente; en el reverso, un toro.

Algunos indicios revelan el empleo del toro en la guerra, uno de los escasos testimonios lo narra Polibio sobre las campañas bélicas del Ager Falernus llevadas a cabo por Aníbal en Falerno. El cartaginés se sirvió de mercenarios íberos acompañados por unos dos mil toros que portaban sarmientos encendidos sobre las cornamentas para abrirse camino entre las líneas enemigas. Sobre esta estrategia Diodoro manifestó que Amílcar Barca la había empleado en el desastre de Heliké —sobre 'Heliké' los historiadores discrepan sobre la ubicación de la antigua ciudad—, donde el general falleció. Siguiendo las explicaciones de José María Cossío, estos dos testimonios se asocian con el origen de festejos como el toro embolado, que aún se celebran en fiestas de España.

### Cultura romana

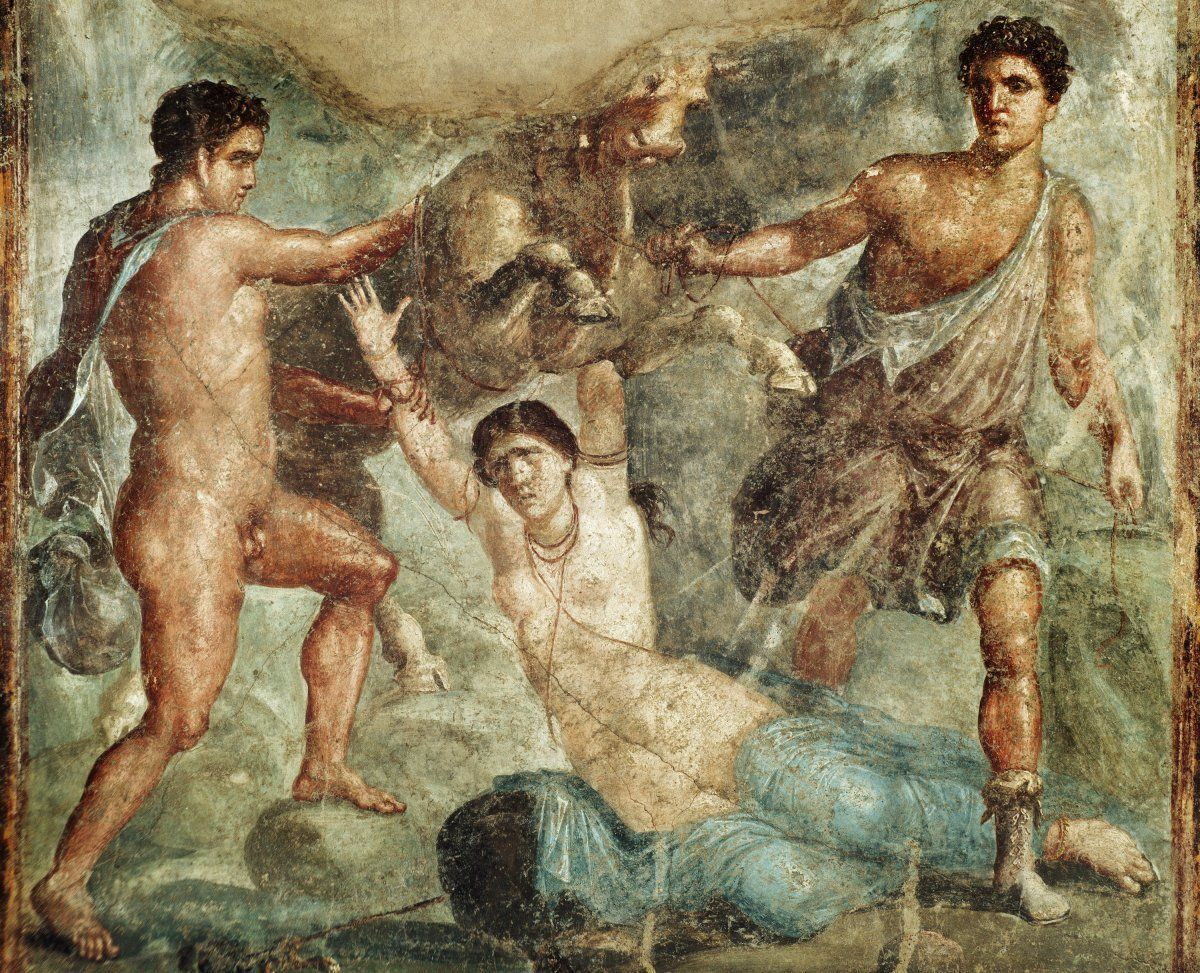
Fresco de la casa de los Vettii en Pompeya representando La venganza contra Dirce.

En la antigua Roma las celebraciones de fiestas con toros fueron introducidas por Julio César a su regreso de Tesalia donde eran habituales. Estas actividades aparecían representadas en las monedas romanas. Las fiestas eran anunciadas en carteles al público y se celebraban en los anfiteatros donde se podían observar a los lidiadores entre los que hubo algunas mujeres.
Algunas de estas fiestas se realizaron entre el siglo IV a. C. y el siglo I d. C. como parte de las celebraciones en honor a Mithra por parte de los legionarios romanos según indica el historiador Duris, bajo el nombre de Taurobolios. Estos indicios guardan relación con los festejos taurinos y algunos ritos realizados en Hispania. Entre los muchos antecedentes de estos rituales se hallan el taurobolio del yacimiento arqueológico de la villa romana de Arellano conocida como Villa de las Musas, y el de la fundación de la colonia Iulia Augusta Faventia Paterna Barcino (Barcelona) fundada en el 12 a. C. por Octavio Augusto para albergar las celebraciones rituales de los taurobolios.
Según el estudio de Pedro Sáez, se encuentran antecedentes de dichas tradiciones con toros en los damnati ad bestias en tiempos del emperador Nerón en los que se arrojaron a los cristianos durante las ejecuciones públicas efectuadas en la época de su persecución. Sin embargo, los espectáculos taurinos en tiempos del imperio romano también incorporaban luchas entre fieras con enfrentamientos entre toros, osos, panteras y elefantes, entre otros animales salvajes. Las actividades más frecuentes fueron los saltos del toro con pértiga, mencionados en el Código de Justiniano como los Contomonobolon, al igual que la taurcatapsia o taurokathapsia, un antecedente claro del salto del toro con la garrocha, una suerte del toreo realizada en el siglo XVIII en las plazas españolas.

### Edad Media
En los inicios de la Edad Media los testimonios documentados en torno a la tauromaquia indican que las fiestas y juegos de toros ya estaban asentados en la península ibérica, procedentes de los antiguos rituales con toros en los que se practicaron diferentes formas de burlar a las reses.
Las informaciones sobre tauromaquia durante el periodo visigodo y en los primeros tiempos del califato omeya son escasas. José María de Cossío, en Los toros, volumen I, comentó la existencia de actividades taurinas sobre la base de una carta datada en el año 618, publicada en el tomo VII de España Sagrada, del rey Sisebuto al obispo de Barcelona Eusebio, donde este le cuestionaba su afición a los toros. Esta carta fue recopilada por José de Vargas Ponce en la obra Disertación sobre las corridas de toros en 1807.
Otras referencias sobre las fiestas de toros son las celebradas en Oviedo con motivo de la convocatoria, por parte del rey asturiano Alfonso II el Casto, de las Cortes en el año 815, información recogida en la Crónica de Alfonso X. A estas referencias se añaden las de las fiestas reales de los toros del año 1080 en Ávila, celebradas para los desposorios del infante Sancho de Estrada con doña Urraca de Flores. A partir del siglo XIII hubo fiestas en las que se corrieron toros en Castilla, León, Navarra, Aragón, Asturias y Galicia, según consta entre  los poemas de tema taurino más antiguos, El clérigo embriagado, incluido en la obra Los milagros de nuestra Señora de Gonzalo de Berceo, y la obra anónima Cantar de los siete infantes de Lara donde se narran las bodas de doña Llambla que se celebraron con corridas de toros. De este periodo también son las Siete partidas del rey Alfonso X de Castilla por las que se prohibía lidiar toros por dinero a los matatoros.

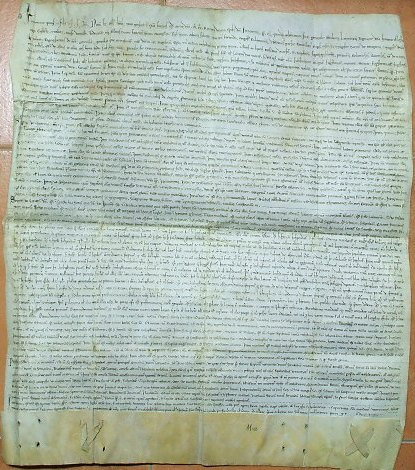
Concilio de Letrán 1215, documento por el que se prohibía al clero la asistencia a los encierros de Cuéllar (Segovia).

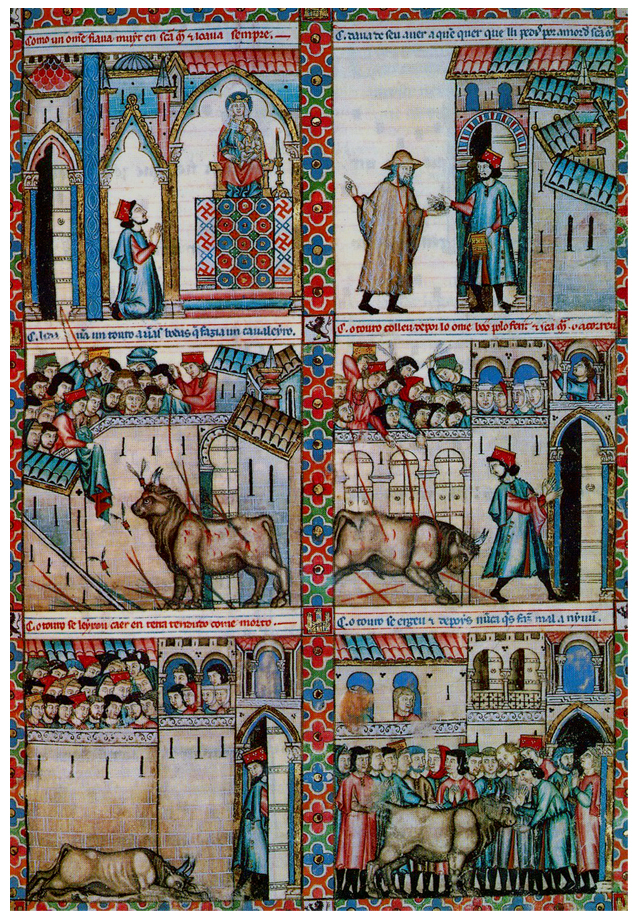
Cantigas de Santa María CXLIV (1280), «Milagro del toro de Plasencia».

En 1215, según las pautas marcadas en el IV concilio de Letran, se prohibió la asistencia y participación del clero en estos eventos. Sin embargo, la costumbre festiva de correr los toros se continuó practicando en diferentes localidades, costumbre que tuvo su origen por un lado en la adopción de algunos ritos asociados a la fertilidad, por lo que fue frecuente correr y lidiar toros en las celebraciones de los esponsales, un ejemplo se relata en las Cantigas de Santa María (1280), cantigas XXXI, XLVIII y CXLIV. En la CXLIV está representada una corrida de toros nupcial, tradición palentina del siglo XIII en la que se corría un toro por parte del novio hasta la casa de la novia usando una capa para atraer la res.
Por otro lado, durante el siglo XIII surgieron los caballeros alanceadores a caballo que burlaban diferentes fieras como ejercicios de entrenamiento, tanto para ejercitar las monturas como para la práctica de ejercicios militares. También fueron frecuentes las corridas votivas, celebrabas con motivo de las promesas o favores solicitados por algunos de los participantes, se tienen datos sobre este tipo de festejos en Salamanca. La Iglesia vinculó estas prácticas de las fiestas y juegos de toros a los antiguos ritos paganos de forma que dieron pie a prohibiciones posteriores. Con estas prácticas, la mayoría de las cuales eran públicas, obtenían las habilidades necesarias para las batallas durante la reconquista.  Realizadas por los caballeros de la nobleza dichos ejercicios consistían en torneos, juegos de cañas y sortijas, en los que se ofrecían combates con toros, cuyo objetivo era dominar la bravura del mismo, un reto para caballeros nobles y monarcas participantes. Estas prácticas dieron lugar por un lado a la lidia a caballo o rejoneo, y por otro a los festejos taurinos populares: encierros y corridas de toros, bases de la tauromaquia.
Durante la Edad Media aumentaron los festejos taurinos celebrados en las plazas públicas, adecuadas para los festejos, para agasajar a reyes y nobles en sus visitas a ciudades españolas con motivo de bodas, nacimientos y cumpleaños reales o celebraciones conmemorativas. Fueron aficionados desde Luis VII de Francia, Alfonso VI, Alfonso VII, el rey navarro García Ramírez o Pedro I. Menos claras son las afirmaciones que realizó Nicolás Fernández de Moratín en la Carta histórica sobre el origen y progresos de las fiestas de toros en España (1777), donde se atribuye a Rodrigo Díaz de Vivar ser el primero en lancear toros a caballo, estas afirmaciones fueron discutidas por Ramón Menéndez Pidal, que fue director de la Real Academia Española y por el conde Colombí, que fue presidente de la Unión de Bibliófilos Taurinos en varias cartas recogidas por José Alameda en su obra El hilo del toreo, donde se concluye que si bien pudo darse la información no ha podido comprobarse, mediante documentos, que el Cid alanceara toros.
Pascual Millán en La escuela de Tauromaquia de Sevilla, recoge el dato sobre una corrida de toros celebrada en Pamplona, en 1385, ordenada por Carlos II de Navarra, para la que se contrató a dos lidiadores venidos de Zaragoza y se les abonó cincuenta libras; la información fue hallada en los documentos de contaduría de la Real Colegiata de Roncesvalles. En 1387, durante el reinado de Juan I de Aragón, tuvo lugar la primera corrida de toros en Barcelona en la plaza del Rey, según se recoge de forma oficial en el Archivo General de la Corona de Aragón, que se encuentra en Barcelona.

### Edad Moderna

#### SigloXV
Desde el siglo XV las referencias sobre la tauromaquia son más frecuentes. La celebración de los diferentes tipos de fiestas, religiosas o no, tuvieron en este periodo un papel importante en la convivencia social del siglo XV, momento en el que surgieron los modelos de fiestas dentro del concepto nación surgido en los comerciantes que residían fuera del reino. Algunas de estas celebraciones, en las que participaba toda la comunidad, en ocasiones resultaron perjudiciales para determinados intereses, razón por la cual surgieron diferentes regulaciones locales por parte del clero. La nobleza incluía entre las celebraciones y banquetes festivos justas, juegos y corridas de toros que se realizaban en las ciudades con el fin de hacer ostentación de su posición. Estas celebraciones cumplían además la función social de unir a la comunidad.
Se tiene constancia sobre corridas de toros realizadas en Sevilla con motivo de la visita que en el año 1405 realizó a la ciudad Enrique III; en Toledo, entre 1431 y 1432, y  con motivo del regreso de Juan II de Castilla de la batalla de Andalucía, se celebraron toros y justas en la plaza de Zocodeñe, conocida más tarde como Zocodover. Éstas fueron las primeras corridas de toros celebradas en Toledo. La visita de Enrique IV a Madrid en 1469 también fue una ocasión celebrada con toros en la Casa Real de El Pardo, a la que asistieron los embajadores de Francia e Inglaterra. En 1492, con motivo de las celebraciones de la toma de Granada, se realizaron festejos taurinos entre otros actos.
La organización de las corridas de toros, que ya eran lidiadas por toreros a pie, tuvieron importantes costes, ya que era necesario adecuar las calles y plazas con cercados y engalanarlas para la ocasión. De la adquisición de las reses se encargaba el consejo que imponía a los carniceros locales la reserva de las mismas. En algunas ciudades castellanas como Valladolid o Palencia la entrega de los toros era obligatoria y los carniceros debían entregarlos o tenerlos a disposición para las celebraciones festivas en cualquier momento. En 1490 la oposición a la entrega gratuita de las reses por parte de los carniceros segovianos ocasionó que la comunidad tuviese que abonar, de ahí en adelante, el coste de los toros a los carniceros. El montante de las reses llegó a suponer más de la mitad del presupuesto total de las fiestas en Sevilla entre 1453 y 1526, ya que cada uno de los animales tenía un coste de entre 3000 y 4000 maravedíes. En las actas de los ayuntamientos quedaban anotadas las cuentas, los encargados de la organización, los nombres de los útiles de lidiar y las localidades donde se realizan las celebraciones.
A partir del siglo XV la nobleza había abandonado el rejoneo para dejar paso a los toreros a pie, que lidiaban en recintos específicos cerrados, lo cual significó un mayor riesgo para los lidiadores y un aumento de la exigencia por parte del público del valor que debían mostrar los toreros. Estos cambios iniciaron el recorrido hacia la tauromaquia profesional que llegará hasta tiempos contemporáneos. En 1554 este nuevo concepto de lidiar se conoce ya como corrida de toros. Impresionada por el riesgo que suponían los toros para los lidiadores, Isabel I de Castilla, la Católica, ordenó que las astas de los toros fuesen enfundadas en otras de forma que no pudiesen herir a los toreros. La medida no prosperó por la dificultad que suponía enfundar los toros. En 1554 el nuevo concepto de lidiar se conoce ya como corrida de toros y aparece como tal en las publicaciones de la época.

#### SigloXVI

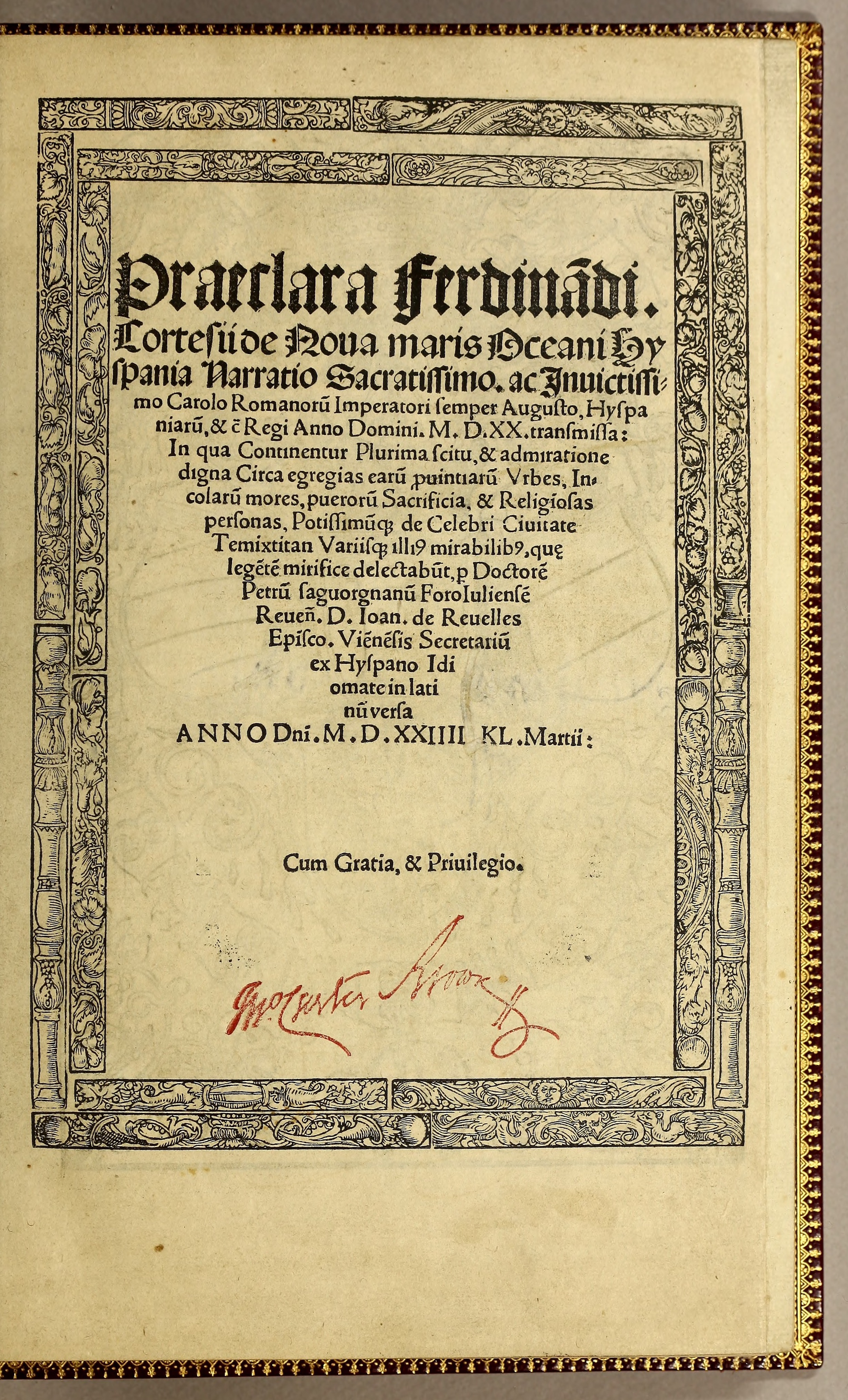
Cartas de Relación de Hernán Cortés a Carlos V.

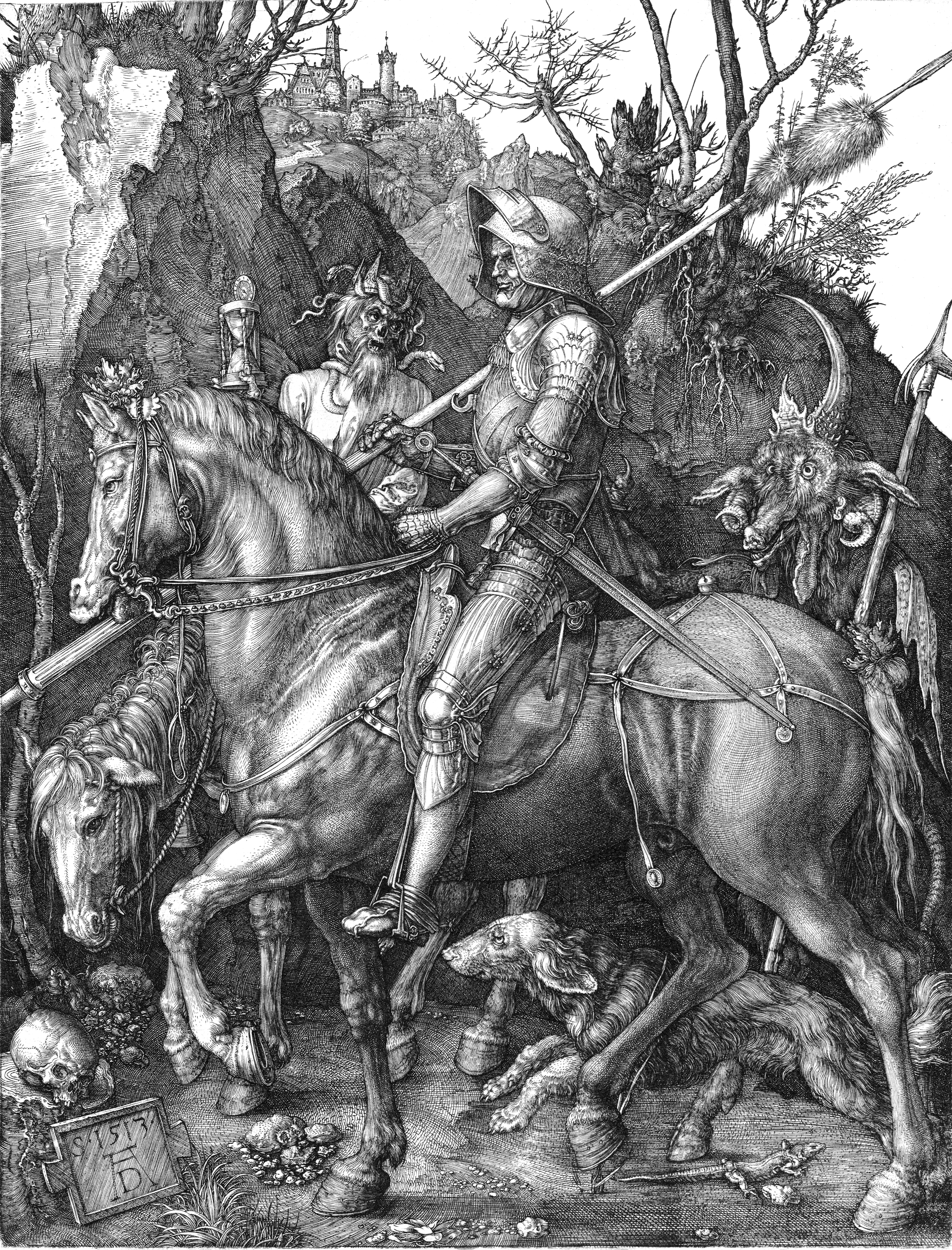
Caballero lanceador del. Caballero, la muerte y el diablo, Alberto Durero (1513), grabado.

A partir del siglo XVI se inició el proceso que formó la tauromaquia clásica de manos de los nuevos toreros. Este proceso duró hasta el siglo XVII, para consolidarse definitivamente en la tauromaquia moderna en el siglo XVIII Luis Zapata, en su obra sobre los valores y comportamientos sociales de su época Miscelánea (o Varia Historia) (1583-1595), menciona como el pueblo lentamente se fue haciendo con la fiesta desplazando a la nobleza hasta quitarle el protagonismo en el Siglo XVIII. Zapata además escribió los tratados Excelencias de la Gineta, Uso del rejón y Advertencias sobre el método de correr cañas, de los cuales no se conservan ejemplares, salvo las referencias incluidas en Memorial Histórico Español de Pascual de Gayangos. En el estudio de Zapata se describe al Emperador Carlos I alanceando toros en Toledo y Valladolid, y se sabe que lanceó un toro en la celebración del nacimiento de su hijo Felipe II en 1527. Quien fuera cortesano del emperador Pero Ponce de León, hermano del primer duque de Arcos,  actuó en varias ocasiones ante la familia real en Ávila, en Medina del Campo y en Sevilla, donde rejoneó y se acompañó con pajes mulatos para asistirle durante la lidia. Ponce de León empleó la capa para burlar al toro, y fue uno de los  matadores de toros más conocidos de la España renacentista y un renovador de la técnica de alancear, esperando al toro en un caballo con los ojos vendados, al que desviaba un par de pasos hacia la izquierda durante la embestida del toro. Su abuelo el Marqués de Cádiz ya había organizado la lidia de varios toros delante del castillo de Rota con motivo de la visita de los Reyes Católicos. Él hizo lo propio en la plaza situada delante de su casa en lo que luego fue convento de la Encarnación en Sevilla. De su afición a las musas dan fe la educación que proporcionó a sus hijos, el poeta Luis Ponce de León y el humanista Gonzalo Mariño de Ribera y Ponce de León, y el que Juan de Quirós, el mejor poeta sevillano de la época, le dedicara un poema en latín, del que sólo conocemos los tres primeros versos copiados por su discípulo Benito Arias Montano.
Otra de las informaciones que aporta Zapata en su estudio es la mención de la existencia del nombre de los toros anterior al siglo XVIII, dato de Zapata mencionado por Ignacio R. Mena Cabezas en Caballeros, toros y toreros en el siglo XVII.
En la plaza mayor de Madrid se celebraban dos tipos de corridas de toros: las usuales, en las que asistía el hombre de a pie, y las reales, reservadas a selectos personajes de la Corte. Las primeras se organizaban por el Concejo de la Villa, las segundas por los encargados del protocolo y fiestas de la Corte: Mayordomía Real, y por regla general eran más lujosas. Se solían celebrar las corridas populares sin fecha fija en torno a las fechas de San Juan (junio), en Santa Ana (agosto), posteriormente las de San Isidro (mayo) y las de San Pedro y San Pablo.
En Sevilla el toreo moderno surgió cuando los toros eran guiados por las calles de la ciudad hasta el matadero de la calle San Bernardo. Éstos se convirtieron en encierros en los que mozos corrían delante de los toros. Antes de ser los toros sacrificados, los mozos solían practicar las diferentes suertes y pases en los corrales del matadero, actividad que se realizaba al amanecer. Junto a los corrales algunos curiosos y aspirantes a toreros se reunían para ver como los valientes burlaban al toro. También está documentada la presidencia de un representante de la autoridad municipal. Con el paso del tiempo, a la práctica espontánea en los corrales se le unió de forma habitual la presencia de público, razón por lo que se le adosó un balconcito para las autoridades civiles a modo de torre o palco realizado por el arquitecto Asensio de Maeda y después, en la segunda mitad del siglo XVI se levantaron unas gradas para el público. Este primer recinto dio lugar dos siglos después, en el siglo XVIII, a la plaza de toros de la Maestranza.
A mediados del siglo XVI los toros bravos son llevados desde Navarra hasta México por orden de Juan Rodríguez de Altamirano, propietario de la finca Atenco. En la Quinta Carta de relación que Hernán Cortés escribió al emperador Carlos V, fechada el 3 de septiembre de 1526, el conquistador menciona que se corrieron toros y que se realizaban otras fiestas de cañas con motivo de la festividad de San Juan, antecedentes que sitúan el inicio de la tauromaquia en la Nueva España. Las primeras noticias de toros en Perú datan de 1538 con las celebraciones de la victoria de la batalla de las Salinas, dato aportado por Ricardo Palma en Tradiciones peruanas, el mismo autor también menciona que la primera corrida de toros se celebró el 29 de marzo de 1540 con motivo de la consagración de los santos óleos por el obispo Vicente Valverde en la que rejoneó Francisco Pizarro.

#### SigloXVII

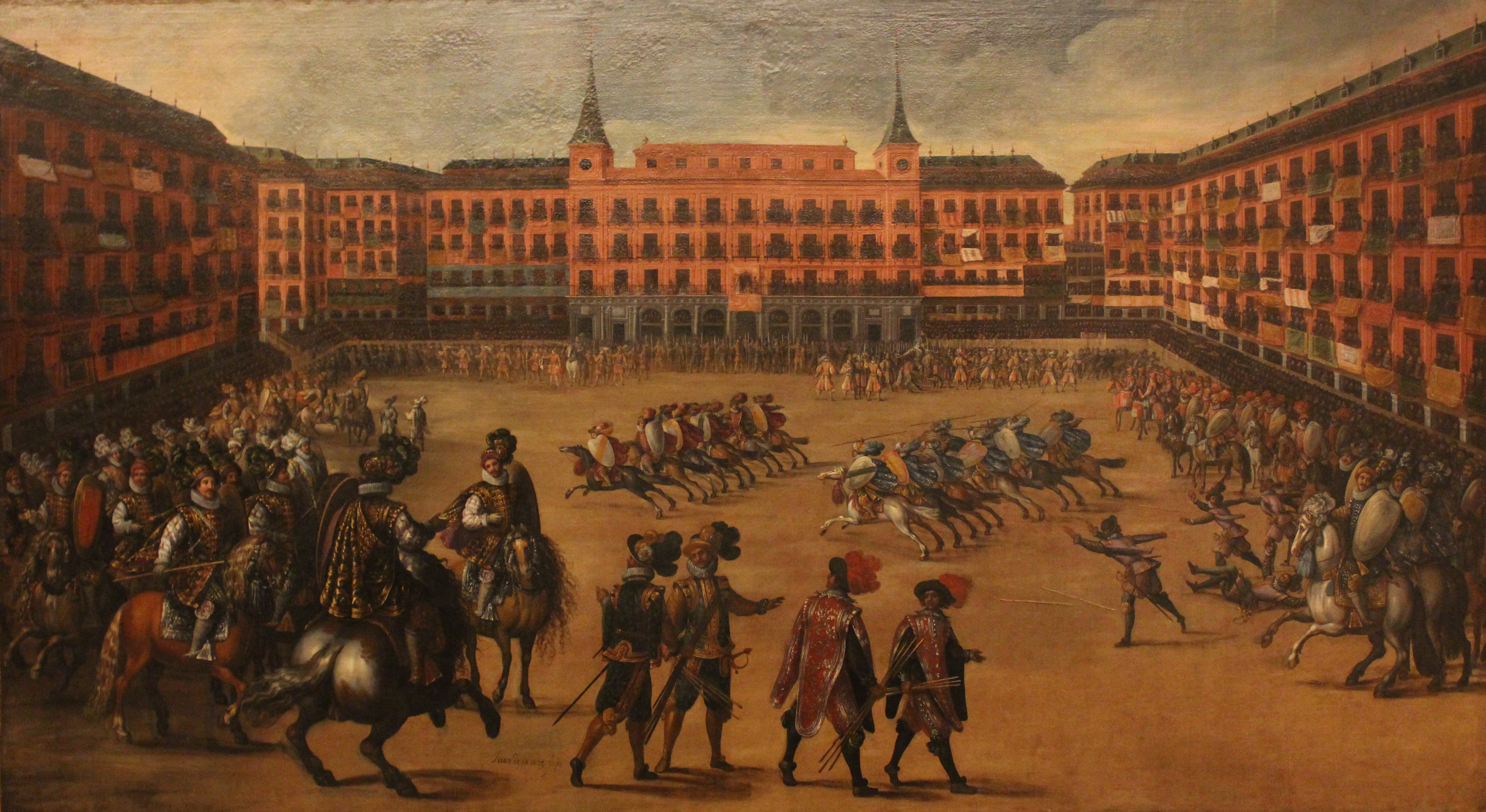
Juegos de cañas y caballeros lanceadores en la plaza Mayor de Madrid. Juan de la Corte (1623), óleo.

La sociedad barroca del siglo XVII fue sobre todo festiva con predilección por las corridas de toros las cuales fueron incluidas en la mayoría de las celebraciones sociales, siendo frecuente el empleo de las plazas mayores y las calles para el desarrollo de las mismas. La sociedad inmersa en la religiosidad de la época y las desigualdades entre la nobleza y el pueblo encontró en las fiestas taurinas una forma de expresión y evasión, en los que el peligro asociado al riesgo de la muerte aportaban la emoción y el espectáculo al correr los toros en los encierros, al saltarlos con la garrocha, incluso al lidiarlos. Valladolid fue uno de los centro más importantes de la tauromaquia durante el siglo XVII, al ser una de las principales urbes españolas, en ella estuvieron las Cortes de Castilla hasta 1606, el obispado de la Corte, la Universidad incluso la Inquisición y segunda Corte junto con la Real Chancillería de Castilla—Tribunal Superior de Justicia—; encontró en la tauromaquia una herramienta con la que mantener el orden y evitar los tumultos sociales al tiempo que seguían haciendo ostentación del poder en manos de la monarquía, la iglesia y algunos nobles.
Tanto Felipe III como Felipe IV fueron aficionados a los toros. Algunas de las convocatorias llegaron a ser motivo de conflicto con la Inquisición por coincidir el festejo con festividades en honor a santos como san Pedro Arbúes. El 4 de mayo de 1623 en una crónica taurina Quevedo narró en verso la actuación de Felipe IV como rejoneador en las fiestas reales de toros celebradas en la plaza Mayor de Madrid a la que asistió el príncipe de Gales Carlos Estuardo, futuro Carlos I de Inglaterra y de Escocia, junto a su lugarteniente Lord Buckingham durante su estancia en España, repitiendo luego la experiencia en su país, invitando a los embajadores de los reinos de Francia y España[cita requerida]

“Su majestad es tan alentado, que los más días se pone a caballo; y ni la nieve ni el granizo le retiran. En Tembleque, aquel concejo recibió a su majestad con una fiesta de toros, a dicho de alarifes de rejón, valentísimos toreadores de riesgo, y alguno acertado. Bonifaz lo miraba, y de nada se dolía. Tuvieron fuegos a propósito y bien ejecutados. Su majestad de un arcabuzazo pasó un toro que no le pudieron desjarretar...”
Francisco Quevedo

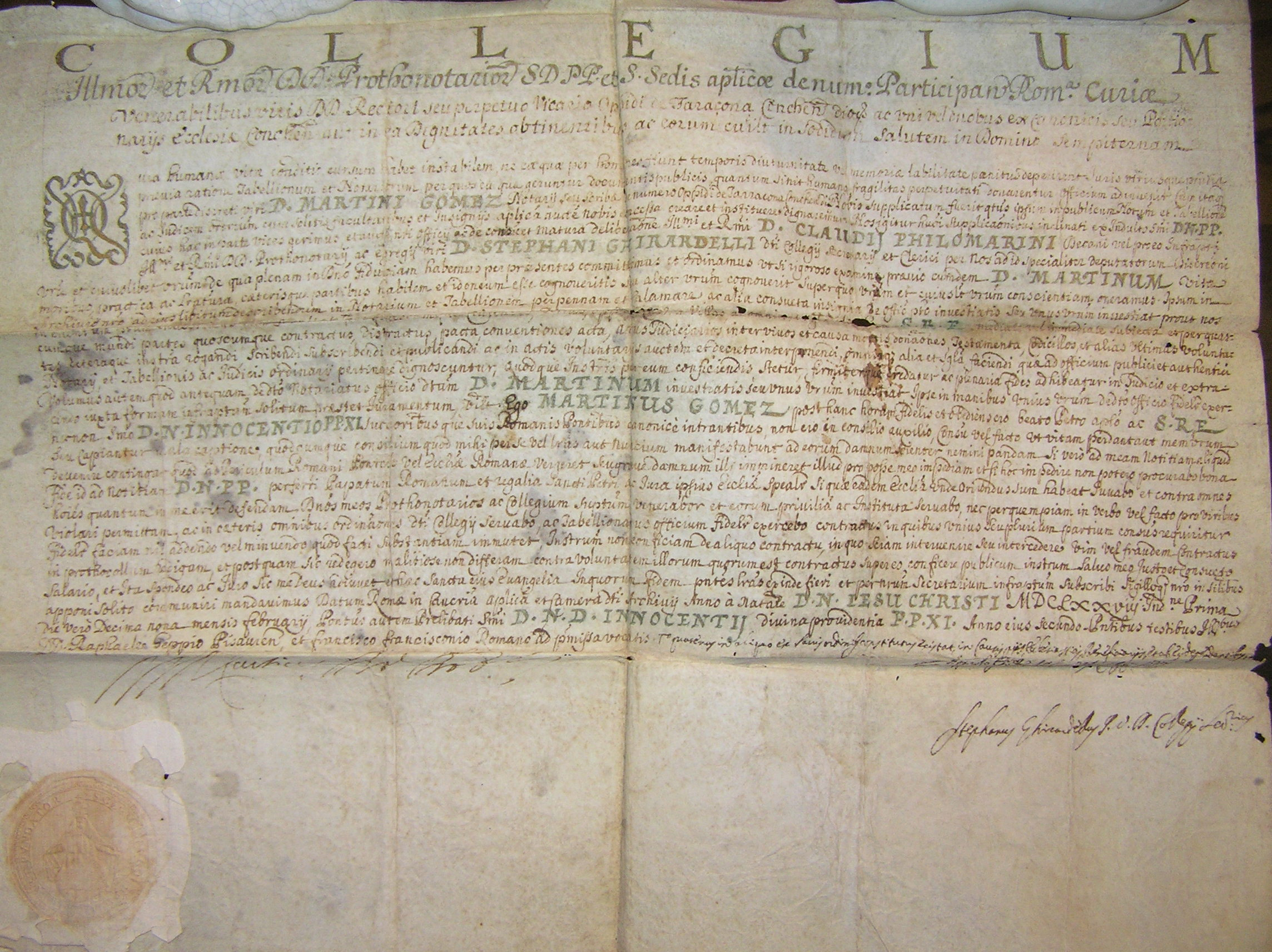
Bula de Inocencio XI (1676-78).

La documentación que existe sobre la boda entre Carlos II y María Luisa de Orleans celebrada el 19 de noviembre de 1679 en Quintanapalla (Burgos), han aportado a los investigadores taurinos importante información sobre las celebraciones de la misma y como los festejos taurinos se encontraban entre estas. La información del enlace y de la organización de los diferentes actos quedó registrada en el Libro de Actas del Ayuntamiento de Burgos por Joseph Martínez de Araujo, (sesiones del 14 de agosto al 9 de noviembre de 1679 folios: 302r-472v). En el tercer día de celebración se organizó una corrida de toros en la plaza Mayor burgalesa cuyos preparativos se iniciaron de madrugada con el encierro de treinta toros en un toril en frente al palco real elegantemente adornado, y otro en el lateral derecho del mismo. Antes del comienzo del festejo los alguaciles reales hicieron el despeje de plaza para a continuación dar inicio a la corrida en la que torearon los caballeros José de la Hoz y Melagosa junto a dieciséis toreros expertos venidos de todo el país. Se lidiaron catorce de los treinta toros en un festejo que duró tres horas; el resto de reses fueron lidiadas al día siguiente. Entre los años 1680 y 1690 los festejos taurinos habían descendido a consecuencia de los importantes problemas económicos que atraviesa el reino, causados por el importante descenso de los precios o deflación. A los problemas económicos se le unió la insistencia del papa Inocencio XI que le recordaban al monarca las disposiciones sobre la tauromaquia de Pío V (1567) ignoradas por Felipe II. Ante la nueva petición papal de prohibir las corridas de toros en todo el reino ante el riesgo de muerte del lidiador, el Consejo de Estado redactó un informe en el que expresa que el riesgo que corren los toreros no es grande y por tanto no se produce pecado al ser estos profesionales, sin embargo ante la presión moral, Carlos II, el 22 de junio de 1682 suspendió las corridas de toros y las comedias en todo el reino esta suspensión duró un año, ya que en 1683 se reanudaron los festejos taurinos.
La forma de lidiar a caballo implicaba que los rejoneadores se apoyasen en peones y escuderos cuyas funciones consistieron en proporcionar los útiles de torear, mover y colocar al toro mientras los caballeros cambiaban de caballo cansado o herido, o para rescatarlos de una caída. Otra de las funciones, que cumplían los auxiliares fue la de distraer al toro para darle la salida al caballo tras el embroque y la de dar muerte al toro cuando el rejoneador fallaba o perdía alguno de los útiles de torear y debía hacer el empeño a pie. Con la aparición de los varilargueros en el siglo XVII en sustitución de los caballeros alanceadores y tras el abandono de la lidia de estos últimos, los peones y auxiliares fueron adquiriendo mayor responsabilidad, hasta convertirse en los lidiadores o toreros profesionales del toreo moderno. En muchas ocasiones, si el de a caballo no podía matar al toro, se delegaba la responsabilidad en los de a pie.

#### SigloXVIII

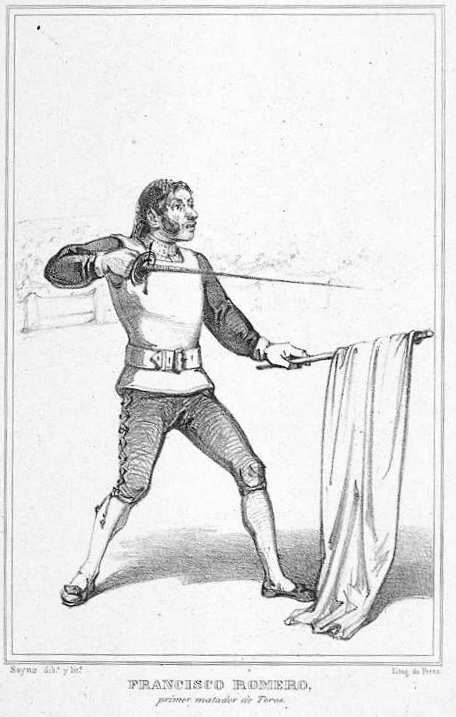
Francisco Romero primer matador de toros. Litografía de Saynz, Biblioteca Nacional de España.

El siglo XVIII fue el siglo de la Ilustración, la burguesía experimentó un auge junto con el pensamiento laico, el humanismo sustituyó a la autoridad religiosa y el ideal de progreso. En España la Ilustración se inició durante el reinado de Felipe V, continuó con Fernando VI y tuvo su momento cumbre con Carlos III. Con el reinado de Felipe V se recortaron los gastos para aliviar la presión fiscal sobre el pueblo, afectando los recortes a las festividades religiosas y a las corridas de toros, el Consejo de Castilla reivindicó la continuidad de los toros recuperando los festejos con la presencia del monarca el 14 de abril de 1701, sin embargo no fue posible realizarlos en años posteriores hasta el 28 de julio de 1704 en el que de nuevo se volvieron a celebrar con motivo para del regreso del rey de la Guerra de sucesión con Portugal. La situación sobre la negativa de Felipe V a realizar gastos extras se mantuvo durante casi veinte años, periodo en el que se continuaron realizando festejos en algunas ciudades según la importancia del acontecimiento celebrado, por ejemplo la corrida de rejones del 30 de julio de 1725 en Madrid, presidida por los reyes, donde rejoneó el caballero de Pinto, Bernardino de la Canal, mencionado por Nicolás Fernández de Moratín, junto con una veintena de toreros profesionales.
El pueblo creó su propia Fiesta Nacional al tiempo que los toreros se profesionalizaron y empezaron a tener fama y seguidores propios. Esta profesionalización repercutió sobre la forma de ver la tauromaquia por parte de las autoridades que trataban de proteger al pueblo de los riesgos de la lidia al considerar que un profesional ya no realizaba un acto temerario. Ante esta nueva visión del toreo surgió la necesidad de regular y supervisar las actuaciones de los nuevos lidiadores, por lo que se inició un proceso para conocer a los nuevos profesionales y la forma en la que estos torearon. Surgieron los nombres de Francisco Romero, Lorenzo Martínez, Lorenzillo (Sic.); Melchor Calderón, Miguel Canelo o Francisco Benete.
En Sevilla, dos siglos antes de la creación de la Escuela de Tauromaquia, cuando los toros eran guiados por las calles de la ciudad hasta el matadero de la calle San Bernardo, antes de ser los toros sacrificados, los mozos aspirantes a lidiadores solían congregarse y practicar las diferentes suertes y pases en los corrales del matadero, actividad que se realizaba al amanecer. Junto a estos, empezaron a reunirse algunos curiosos para ver como aquellos valientes burlaban al toro. Está documentada la presidencia de un representante de la autoridad municipal, a consecuencia de los alborotos y desórdenes que se producían como resultado de las prácticas toreras. La documentación sobre las actuaciones de las autoridades al respecto se conservan en los archivos municipales de Sevilla. Entre las medidas adoptadas con el paso del tiempo, y dada la necesidad de evitar los desórdenes, junto con la congregación habitual de público, al matadero se le adosó un balconcito para las autoridades civiles a modo de torre o palco, realizado por el arquitecto Asensio de Maeda y después, en la segunda mitad del siglo XVI, se levantaron unas gradas para el público. Este primer recinto dio lugra en el siglo XVIII a la plaza de toros de la Maestranza.
A mediados del siglo, figuras como Joaquín Rodríguez Costillares, Pedro Romero —hijo de Francisco Romero— y José Delgado, Pepe-Hillo se habían hecho un hueco en el mundo de la tauromaquia. Surgieron las primeras tauromaquias, manuales que recogían las formas y las recomendaciones técnicas y reglas sobre la lidia, como la Cartilla, publicada en el siglo XVII, el tratado de García Baragaña y La tauromaquia o arte de torear publicada en Cádiz en 1796 y dictada por Pepe-Hillo.

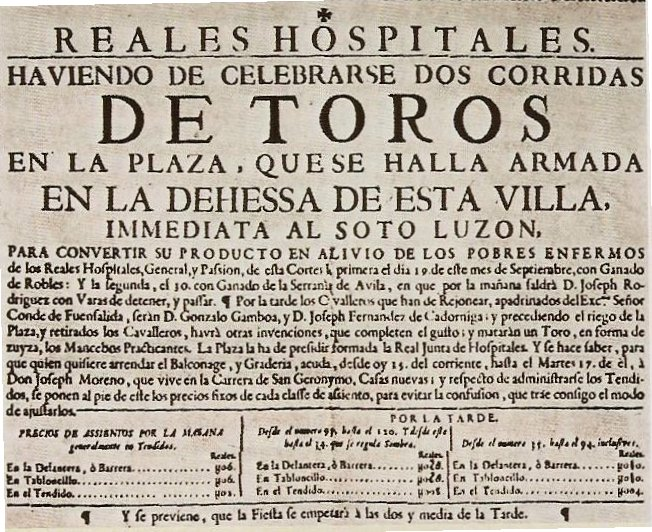
Cartel taurino Soto Luzón, Madrid (septiembre de 1737), el cartel más antiguo conocido.

Surgieron los majos y las manolas junto con sus fiestas, y la tauromaquia con el toreo a pie. Entre las aportaciones reales al fomento de la cultura y el arte estuvieron la creación de las Academias de la Historia, la de la Lengua o la de la de Bellas Artes. Siguiendo esta línea, en 1754, Fernando VI donó a la Real Junta de Hospitales la primera plaza de toros construida en fábrica de ladrillo y la plaza de toros de la Puerta de Alcalá. Ésta sustituyó a la existente, realizada en madera, junto a la Puerta de Alcalá, que había autorizado Felipe V. Además de la Escuela de Tauromaquia de Sevilla, las plazas de toros de la Real Maestranza de Sevilla (1761), el coso de Pignaltelli en Zaragoza (1764) o la plaza de la Real Maestranza de Ronda(1785).
Hacia 1770 la suerte de varas está consolidada ante las preferencias del público por el uso de la vara de detener o larga en lugar del empleo de los rejones que era habitual en los caballeros de la nobleza. La figura del varilarguero tomó el protagonismo como núcleo de la lidia. Entre los primeros picadores más conocidos, lidiaron en 1736 en la maestranza de Sevilla los hermanos Merchante y José Daza, quien lidió en 1740 y fue autor de un tratado sobre el toreo tanto a caballo como a pie.
Las presiones del Conde de Arana vertidas sobre Carlos III provocaron de nuevo vetos entre 1778 y 1785. Éstos no afectaron a las corridas de utilidad pública, es decir aquellas cuyo fin fue benéfico. Fue bajo esta forma que siguió siendo habitual la celebración de las mismas.
Los manuales sobre la lidia a caballo ya no tienen el interés del siglo anterior, y en su lugar surgieron la Cartilla en que se proponen, las reglas para torear a caballo, y para practicar este valeroso, noble ejercicio con toda destreza, conocida como la Cartilla de Osuna del autor Nicolás Rodrigo Noveli (1726), las Reglas para torear y arte de todas las suertes atribuido a Diego de Torres Villarroel, La malicia, confundida de Francisco Melcón (1738) o Reglas de torear a caballo de José Fernández Cadórniga. Ensayos del valor y reglas de la prudencia para el coso de Marcelo Tamariz de Carmona (1771). Junto a quienes redactaron los manuales sobre el toreo surgieron un número de autores antitaurinos como el padre Feijoo, el padre Sarmiento, Mayans o Jovellanos, quien, a pesar de no ser taurino, fue admirador de Pepe-Hillo y acudió a varias corridas de toros en Valladolid. A estos se les unió Vargas Ponce a quien, el 13 de julio de 1792, escribió Jovellanos para proporcionarle información para incluir en la obra Disertación sobre las corridas de toros, escrita por Vargas Ponce en torno a 1807. Frente a estos ideales, encontraron en la defensa de la tauromaquia a Nicolás Fernández de Moratín autor de Carta histórica sobre el origen y procesos de las fiestas de toros en España, (1777), a Ramón de la Cruz, a Bayeu o a Goya aficionado taurino y novillero con las cuadrillas de Costillares y Pedro Romero. Goya creó parte de la serie de grabados La Tauromaquia inspirado en la idea del posible origen árabe de la tauromaquia desarrollada en la citada obra de Fernández Moratín, el pintor aragonés dejó constancia de ello en las anotaciones de los grabados.

#### SigloXIX

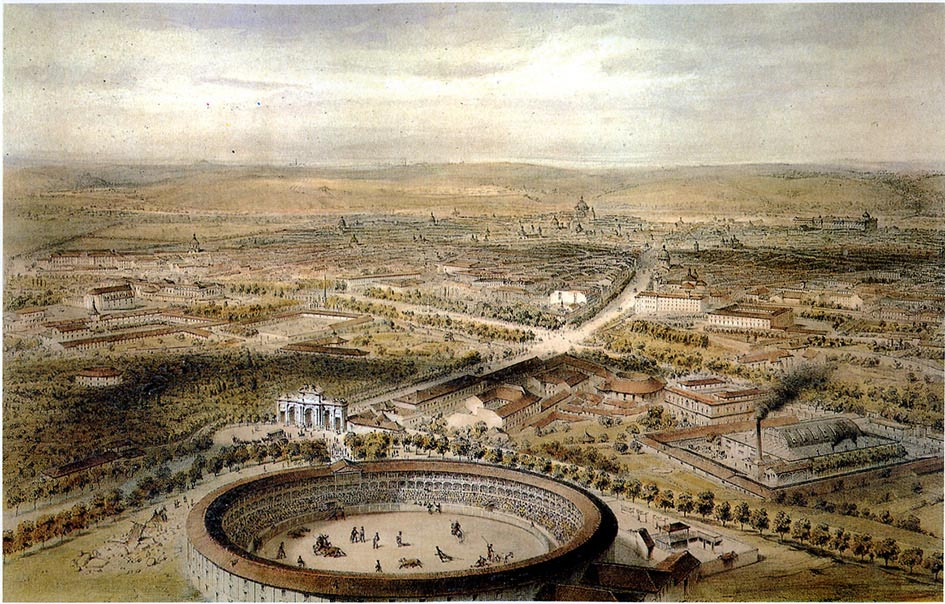
Corrida de toros en la plaza de la Puerta de Alcalá. Alfred Guesdon (1854), dibujo.

El siglo XIX se inició con la muerte en el ruedo de Pepe-Illo en el año 1801. Poco después  Carlos IV publicaba a través de la Real Cédula del 10 de febrero de 1805 la prohibición de realizar fiestas de toros y novillos en las que se diese muerte al toro, alegando causas morales y políticas; sin embargo, autorizaba fiestas de toros de carácter benéfico. La prerrogativa real fue publicada en la Novísima recopilación de las leyes de España. A pesar de la prohibición se concedieron algunos permisos con los que se sorteó la ley con autorizaciones para realizar los festejos, muy arraigados en la tradiciones locales, como sucedió en Portugalete el 12 de septiembre de 1806 con motivo del nombramiento de Justo De Salcedo y Araujo como teniente general de la Armada. Las celebraciones consistieron en tres días de corrida de toros sin que las reses fueran picadas ni estoqueadas. La cédula de 1805 quedó derogada cuando Fernando VII ascendió al trono en 1808, celebrando un corrida de toros en Madrid el 19 de septiembre de ese año y el 26, en la que participan José Cándido, Curro Guillén, Juan Núñez, Sentimientos y Agustín Aroca, quienes brindaron contra la presencia de las tropas francesas. El brindis le costó a Agustín Aroca ser detenido al día siguiente y fusilado poco después en los montes de Toledo.

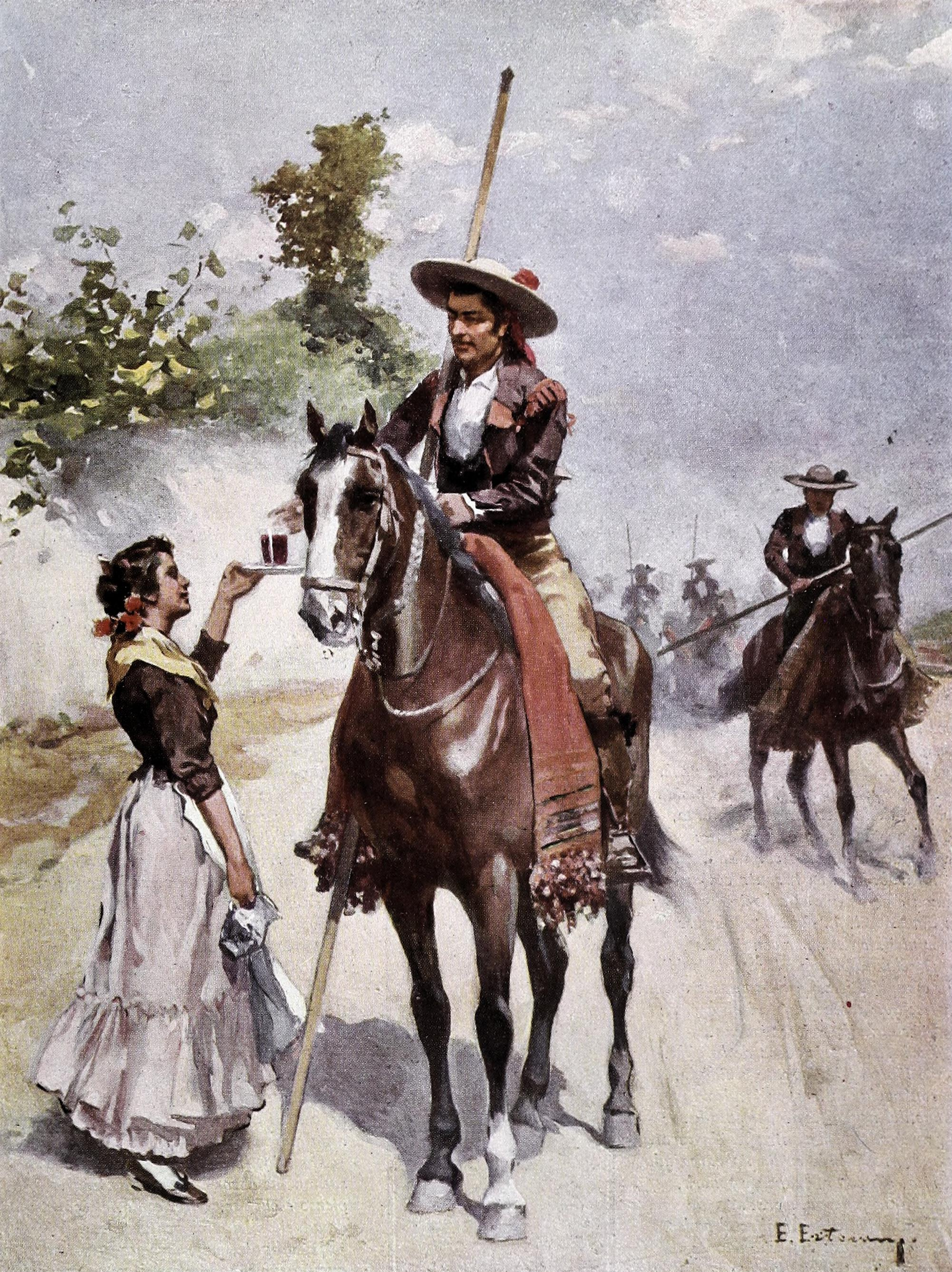
Garrochistas de Bailén. Enrique Esteban (1905).

José Bonaparte buscó ganarse el favor del pueblo fomentando los festejos taurinos. El 9 de junio de 1810, mediante un Real Decreto, los prefectos de Sevilla, Córdoba, Granada, Jaén y Jérez de la Frontera buscaron los toros y las cuadrillas de toreros para que lidiaran en Madrid entre el 24 y el 28 de junio de 1810 y en fechas posteriores. Entre los contratados figuraron la torera Teresa Alonso, los toreros Lorenzo Jade, Juan Núñez, Sentimientos, Luis Cornacho, Jerónimo Cándido y Curro Guillén, que lidió acompañado por los garrochistas Ildefonso Pérez Naves y Jerónimo Martín, Pajarito. Éstos habían participado en la batalla de Bailén junto los denominados Garrochistas de Bailén, un grupo de ganaderos y picadores a las órdenes de José Cheriff. Los toreros recibieron entre 3000 y 1000 reales de vellón y la torera 500 reales. Pedro Romero y a su hermano Juan Romero se negaron a acudir al festejo organizado por Bonaparte. Entre las medidas adoptadas por José Bonaparte para facilitar el acceso al festejo estuvo el cambio del horario de la misa del día 1 de julio de 1810 y la creación de billetes de toros. Durante los meses de julio y septiembre se realizaron corridas de toros, y en los meses de marzo a diciembre de 1811, destacando la celebrada el 25 de diciembre, víspera del anuncio del regreso a Francia de José Bonaparte tras agotar los recursos económicos del país.
A mediados del siglo XIX aparecieron los primeros reglamentos taurinos para regular los festejos que se celebraban en plazas de toros cerradas. Los nuevos reglamentos permitieron que los festejos taurinos pasasen de ser celebraciones con características locales, según cada población, a realizarse con un formato similar en todas las ciudades. En las publicaciones se articularon preceptos similares, tales como  las condiciones que debían reunir los recintos, las pautas de comportamiento del público, las normas para la lidia y las condiciones de los astados inspeccionados por veterinarios. Con pequeñas variaciones entre los reglamentos según la localidad, se publicaron el Reglamento de las corridas de toros en Madrid, que fue aprobado por el gobernador provincial el 28 de mayo de 1868, y el Reglamento de las funciones de toros que se celebran en esta ciudad, publicado en Cádiz en 1872, Reglamento para la plaza de toros de la ciudad de Salamanca publicado en 1884, el Reglamento para la plaza de toros de Sevilla publicado en el año 1896, el Reglamento taurino publicado en Málaga editado en 1897 o el Reglamento vigente para las corridas de toros escrito por Leopoldo Vázquez Rodríguez en 1891.
Respecto al toreo, este experimentó un nuevo concepto con toreros como Paquiro, Cúchares, Lagartijo y Frascuelo, que cambiaron la forma de lidiar y el concepto de expresar la tauromaquia. Rafael Molina Lagartijo, discípulo de Antonio Carmona el Gordito, aportó la elegancia, la plasticidad artística y el toreo de línea natural o toreo natural, es decir el concepto esencial del toreo moderno que durará hasta tiempos contemporáneos. El toreo al natural se diferencia del toreo cambiado o contrario, muy empleado por Frascuelo, por la forma en la que el toro es guiado, es decir el toro pasa por el mismo lado por el que el torero tiene asida la muleta, la mano izquierda, mientras que en el toreo cambiado el toro sale de la muleta por el lado contrario al de la mano con la que el torero coge la muleta.

#### SigloXX

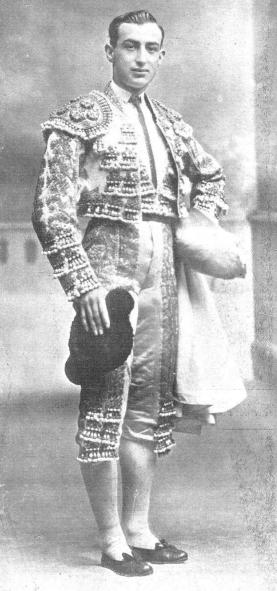
José Gómez Ortega Joselito.

El siglo XX o la edad de oro del toreo fue el momento de Mariano de Cavia, Sobaquillo, periodista y crítico taurino fue testigo de la época oscura de España, situación que también afectó a la tauromaquia. Azorín publicó en 1912 Lecturas Españolas, una obra en la que recogió, a través de la correspondencia de Próspero Merinée, la amistad del político francés con dos toreras españolas: la Tartataja y Pepa la Banderillera y por ello Azorín, gran seguidor de la tauromaquia, cuestionaba la afición real de este a la fiesta taurina. Merinée fue un gran conocedor de la tauromaquia, de la cría del toro de lidia y de los pormenores de la lidia.
Durante la primera década del siglo destacaron Antonio Fuentes, el mexicano Rodolfo Gaona que hizo universal el toreo mexicano y español; Rafael González Madrid Machaquito o Ricardo Torres Bombita, Rafael Gómez, Gallo y Vicente Pastor que ocuparon los primeros puestos de los escalafones taurinos. En la década de 1910 a 1920 se desarrolló la llamada Época Dorada de la tauromaquia, protagonizada por la rivalidad profesional entre Juan Belmonte y José Gómez Ortega, Joselito, también conocido como Gallito III. Ambos diestros están considerados los más importantes del toreo moderno: Belmonte, como el creador de la estética moderna («parar, templar y mandar») con el que cambió el concepto del toreo además de aportar la lidia vista como arte de torear, cuya finalidad se basó en la belleza del conjunto más que en la lidia en sí misma; y Joselito como el torero completo, dominador de todas las suertes y de todos los aspectos de la tauromaquia, (desde la idea de construir grandes plazas de toros monumentales hasta los detalles de la selección del toro bravo), aglutinó lo mejor del toreo antiguo y anunció la técnica que habría de imponerse en el futuro de la lidia moderna.
El interés por la tauromaquia aumentó con nuevas publicaciones de contenido taurino en revistas especializadas, como Sol y Sombra, con 3000 ejemplares en 1920, la revista Don Jacinto Taurino o El Eco Taurino, que tuvo una tirada de 8000 ejemplares. Las representaciones teatrales y las zarzuelas optaron también por incluir en sus repertorios a la tauromaquia. En la corrida de toros de la Pascua de Resurrección, realizada en 1902 en Sevilla, Bombita y Emilio Torres hicieron el paseíllo acompañados por un pasodoble de la zarzuela El Bateo, de Chueca. Se estrenó en 1904 en el Teatro Eslava de Madrid el sainete lírico La Torería de Antonio Paso y Asensio Mas con música de José Serrano. Se publicaron novelas con la tauromaquia como tema principal, tales como Sangre y Arena (1908) de Blasco Ibáñez o Currito De la Cruz (1921) de Pérez Lugin. Una de las primeras retransmisiones radiofónicas desde el exterior fue la de una corrida de toros desde la plaza de Vieja de Madrid celebrada el 8 de octubre de 1925.
En el toreo surgen nuevas figuras como Ignacio Sánchez Mejías, que fue un punto y aparte. Con él hay un después de las corridas de toros, es decir, una vida fuera de las plazas de toros que traspasó a la sociedad intelectual del siglo XX. A través de la visión de Sánchez Mejías ganaderos, escritores y poetas se interesaron por el toreo y los toreros con otra perspectiva. Las corridas de toros pasaron de poseer fama de toscas a tener un prestigio y un carácter atractivo para los círculos sociales más destacados. Así, la presencia de Sánchez Mejías en tertulias y eventos sociales coloca a las corridas de toros como referencia para la literatura, la poética, el teatro, la danza o el ballet donde autores de la talla de Federico García Lorca centrarían el foco de sus obras. Con Sánchez Mejías la fiesta trasciende fuera de la plaza de toros hasta el punto de quedar unida a la cultura española formando un vínculo que dio como fruto las mejores logros socioculturales de la época, entre ellas la prosa y la poesía de la generación del 27.
Posteriormente a la guerra civil española se produjo un resurgimiento de la tauromaquia gracias a la figura de Manolete, el torero más importante en la historia taurina. A este resurgir le siguieron figuras como Luis Miguel Dominguín, el mexicano Carlos Arruza, Pepe Luis Vázquez, Antonio Bienvenida, Pepín Martín Vázquez, Silverio Pérez, Miguel Báez El Litri, Julio Aparicio y Agustín Parra Parrita. Esta época se cierra con el fallecimiento de Manolete en la tragedia de Linares. Se inicia la etapa Dominguín y Antonio Ordóñez, grandes rivales en los ruedos.

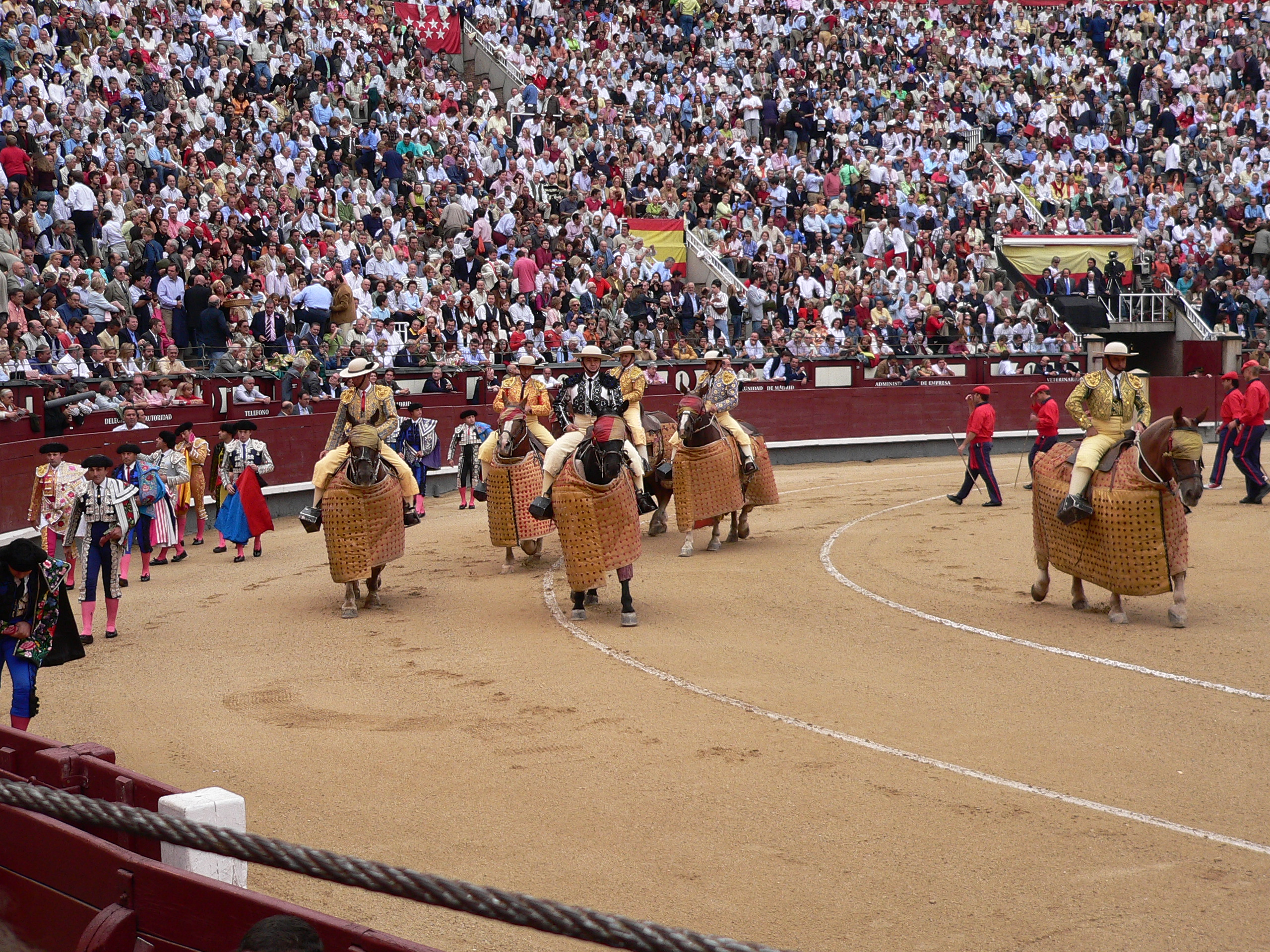
Final del paseíllo en una corrida de toros.

Ya en la década de 1950 surgen nuevos conceptos del torero con el venezolano César Girón, su hermano Curro o toreros como Curro Romero, Paco Camino, El Viti, Diego Puerta y Manolo Martínez. El torero que más revolucionó dicho concepto fue Manuel Benítez, el Cordobés, con una idea poco ortodoxa pero contundente que le llevó a llenar las plazas de toda España, donde introdujo el concepto de disconformidad del estatus social. El Cordobés también se desligó de las condiciones de la industria taurina junto con Palomo Linares en lo que se conoció como el año de los guerrilleros, en el que reivindicaron controlar su vida taurina. Para ello, esa temporada solamente torearon en plazas de segunda y tercera categoría; de estas reivindicaciones surgió en 1968 el libro de registro de ganaderías bravas y el marcado de las reses con el guarismo del año de su nacimiento publicados en el B.O.E. el 16 de diciembre.

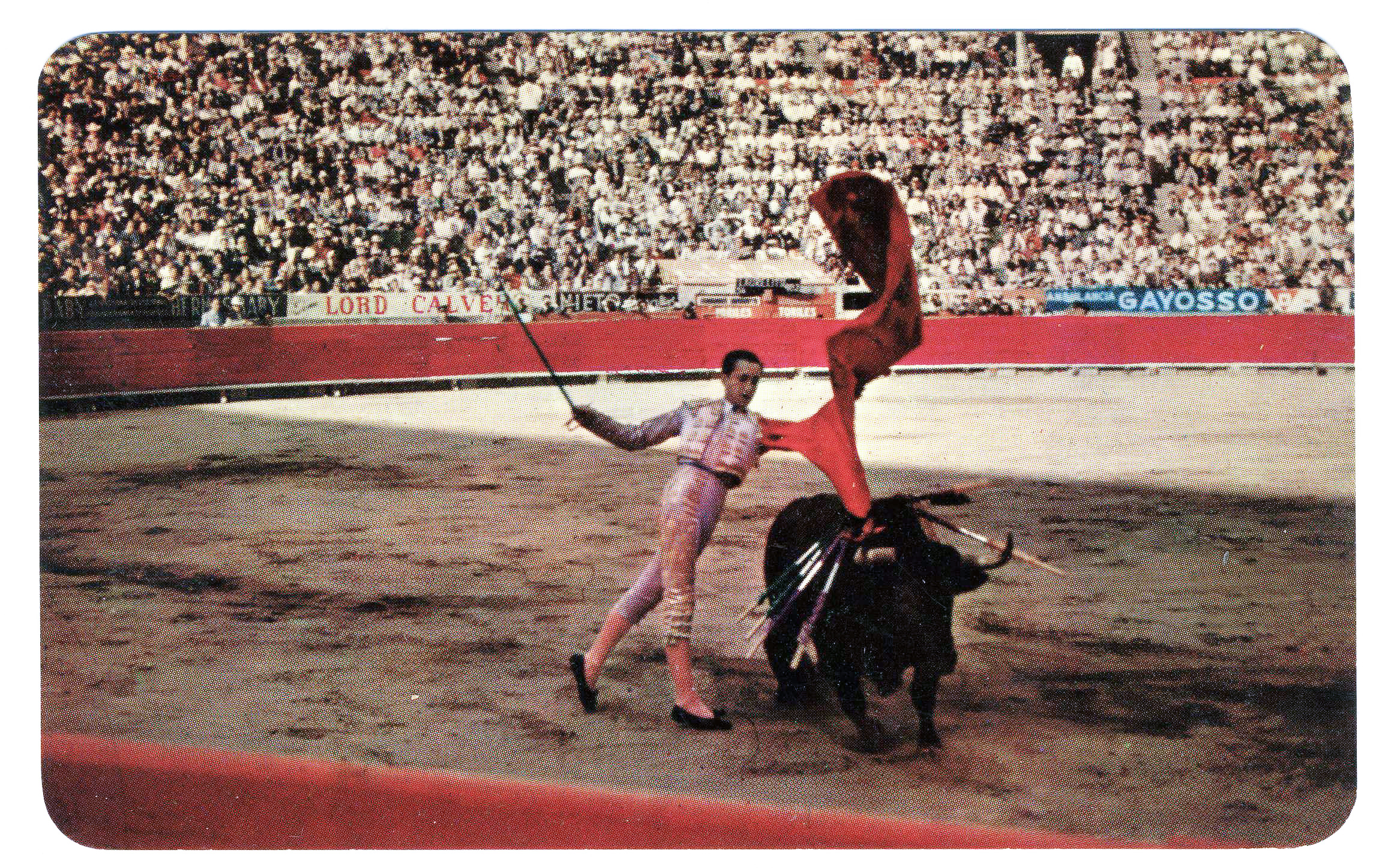
Tarjeta postal de un toreo en la Ciudad de México en los años 1970.

La década entre 1970 y 1980 son los de mayor expansión comercial del mundo de los toros, llegando a haber corridas incluso en el Astrodome de Houston, con la participación de Manuel Benítez «el Cordobés». Las grandes figuras de esta época son José Mari Manzanares, Pedro Gutiérrez Moya El Niño de la Capea, Dámaso González, Morenito de Maracay, Francisco Rivera «Paquirri», El Yiyo, Nimeño II, Antoñete y Juan Antonio Ruiz «Espartaco», líder de la estadística en forma consecutiva desde 1985 hasta 1991.

#### SigloXXI
Las nuevas figuras del toreo presentan gran diversidad en su estilo y proyección; personalidades tan particulares como Enrique Ponce, y Joselito —de toreo clásico—; Julián López, el Juli, José Tomás, Manuel Jesús Cid el Cid, Miguel Ángel Perera, Pepín Liria, Morante de la Puebla, José María Manzanares, Alejandro Talavante, Luis Bolívar, Gonzalo Caballero y el francés Sebastián Castella, son algunos de los toreros más célebres del siglo XXI.

## LaTauromaquia
La Tauromaquia fue el nombre dado a las obras o libros que tratan y recopilan las diferentes técnicas de torear, donde se desarrollan además las reglas del toreo en forma de manual para ser leído por los toreros.

### Cartilla de Osuna

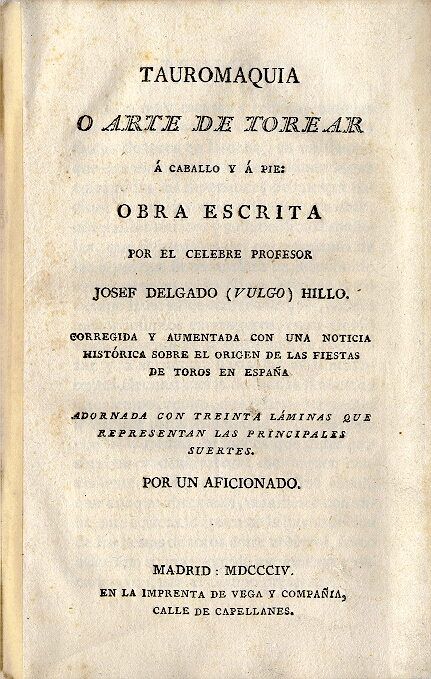
Tauromaquia o arte de torear a caballo y a pie (1804) de José Delgado Pepe-Hillo.

La primera Tauromaquia conocida fue la conocida como la Cartilla de Osuna (Cartilla, en que se proponen las reglas, para torear a caballo, y practicar este valeroso, noble exercicio, con toda destreza) publicada en 1726. Posteriormente García Baragaña publicó un tratado que incluía parte de las recomendaciones publicadas en la mencionada Cartilla de Osuna, la obra de Baragaña se publicó en 1750 con el nombre de Noche fantástica, ideático divertimento que demuestra el método de torear a pie. Esta recopila la técnica de las suertes de capa, de banderillas, del lienzo a modo de primitiva muleta y el uso del estoque, desarrollando para cada una de ellas las formas más convenientes de realizarlas; así en las banderillas se menciona las suertes de (banderillas) a topacarnero conocida como «a la media vuelta», el autor cita la forma de colocar estas a «compás quebrado» como una suerte de alivio y detalla las formas de entrar a matar «a recibir» que también llama «suerte de la ley ».

### Precisos manejos y progresos del arte del toreo
Precisos manejos y progresos condonados en dos tomos del más forzoso peculiar del arte de la Agricultura, que lo es del toreo, privativo de los españoles es una obra recogida en dos tomos, conocida también como El arte del torear, que el varilarguero José Daza escribió entre 1772 y 1778, el ejemplar original se conserva en la Real Biblioteca del Palacio Real. La obra de Daza fue referencia para las obras que publicaron con posterioridad Fernández Moratín, Pepe-Hillo y Paquiro. La obra que en origen fue difundida como manuscritos mediante copias y solo fue publicada parcialmente, la obra de tauromaquia tuvo su primera edición completa en 1959 a través de la Real Maestranza de Caballería de Sevilla y la Universidad de Sevilla.

### Tratado de tauromaquia de Pepe-Hillo
Una de las Tauromaquias más conocidas fue Tratado de tauromaquia dictada por el torero José Delgado, Pepe-Hillo, cuya redacción se atribuye a José de la Tixera y fue publicada en el año 1796 en Cádiz. En la obra el torero da una serie de indicaciones sobre la forma de lidiar a pie siguiendo un estricta ortodoxia. Analizada por diferentes autores, como Cossío o Fernando de Claramunt, sobe el tratado hay diversas opiniones dirigidas sobre todo a la dificultad para aplicar las recomendaciones dadas por el conocido torero. Su publicación daba paso al toreo a pie desplazando la lidia a caballo, con ella se reforzaba el nuevo arte de lidia y se enfrentaba a la pragmática sanción de 1785 que vetaba la muerte del toro en público de determinados festejos taurinos. Del Tratado de tauromaquia de Pepe-Hillo se publicó una segunda edición en 1804 en Madrid con importantes cambios aclarando algunos conceptos al lector, en tiempos contemporáneos el tratado de Pepe-Hillo sigue siendo un manual de referencia para toreros.

### Tauromaquia completa de Paquiro
Redactada por Francisco Montes, Paquiro,  y editada por Santos López Pelegrín, Abenamar, la Tauromaquia completa o sea El Arte de torear en plaza, tanto a pie como a caballo: escrita por el célebre lidiador Francisco Montes, y dispuesta y corregida escrupulosamente por el editor se publicó en 1836. En la obra Paquiro organizó una serie de preceptos y legislación para toreros con el que se estableció la forma definitiva para torear, organizando con ello la forma en la que hombre y toro se enfrentaban en el ruedo. Con Paquiro desaparece el varilarguero y se establecen a través de la Tauromaquia completa las normas que regirán tanto a los picadores como el desarrollo de la suerte, y también el tercio de varas que se adaptaba a la lidia a pie; se estableció al banderillero como colaborador del matador de toros bajo sus órdenes como había establecido Costillares con las cuadrillas. Junto al desarrollo de estos preceptos Paquiro realizó un estudio de las suertes del toreo, tanto las de capa como las de muleta y banderillas, practicadas en su época, de forma que el Tratado de tauromaquia de Pepe-Hillo quedó ampliado con sus aportaciones.
Entre las aportaciones a la tauromaquia que se hacen desde esta obra, destaca el desarrollo del estudio del toro de lidia en cuanto a su comportamiento y las condiciones que este debe tener para ser lidiado aportando para cada tipo las instrucciones adecuadas para su lidia.
A diferencia de la obra de Pepe Hillo, la de Paquiro estriba en el inicio de cada una de ellas, Hillo empieza su tauromaquia con recomendaciones para el rejoneo, mientras que Paquiro se centró solo en la lidia a pie tal y como se llevaban a cabo las corridas de toros  de entonces, quedando de manifiesto el nuevo orden de la lidia del siglo XIX.
La Tauromaquia completa de Francisco Montes está considera como una de las obras más importantes sobre tauromaquia antes de la publicación de Los toros. Tratado técnico e histórico conocida como El Cossío de José María de Cossío publicada en 1943.

## Entorno
El entorno o marco hace referencia a aquellos elementos y factores sociales que hacen posible entender la tauromaquia, así como aquellas actividades que hacen posible la compresión de la misma. Dichos factores comprenden tanto los elementos culturales y tradicionales, antropológicos, históricos y ecológicos como aquellos  que son propios de la actividad, como la crianza y selección del toro bravo de lidia. La tauromaquia fue declarada patrimonio cultural español el 12 de noviembre de 2013;  es una tradición cultural que tiene su arraigo en países de América y Europa. En España tiene diferentes niveles de arraigo cultural según el lugar, así pueden encontrarse comunidades donde no se realizan actividades taurinas, como otras zonas en las que las tradiciones taurinas son conocidas mundialmente como es el caso de los Sanfermines.
Unida desde sus orígenes a las tradiciones culturales ancestrales del Mediterráneo, la interpretación de la tauromaquia ha dado lugar a diferentes formas de manifestaciones artísticas y culturales desde la literatura y la poseía hasta la música, el cine, el teatro o la danza entre otras. Centro de numerosas fiestas y celebraciones locales la tauromaquia forma parte de las tradiciones españolas, latinoamericanas, portuguesas o francesas, donde supone un importante motor económico generador de riqueza y empleo a nivel nacional. Junto a los festejos taurinos es habitual que se celebren diferentes actos y citas culturales, como exposiciones, encuentros y coloquios en torno a los diferentes temas que comprende la tauromaquia.
Además de los festejos taurinos la tauromaquia incluye la crianza y estudio de los toros bravos de lidia criados en las dehesas, donde habitan. Las dehesas suponen un elemento rural de riqueza ecológica, sostenimiento del medio rural y biodiversidad de la zona en las que se incluyen, además del toro bravo, otro número importante de especies tanto de flora como de fauna.  La presencia del toro bravo en las dehesas guarda especial importancia para el sostenimiento de las mismas, el toro aprovecha los recursos que encuentra en su entorno de forma racional, al tiempo que lo preserva al quedar limitado el acceso a las fincas de forma que se mantiene el ecosistema de la dehesa.
El sastre y le bordador en hilo de oro son otra de las profesiones asociadas la tauromaquia en todo lo concerniente a la confección de los trajes de luces de los toreros, los trastos de torear: capotes de brega, muletas, banderillas, estoques, etc. Las manifestaciones artísticas relacionadas con la actividad: confección de carteles.  

## Plazas de toros

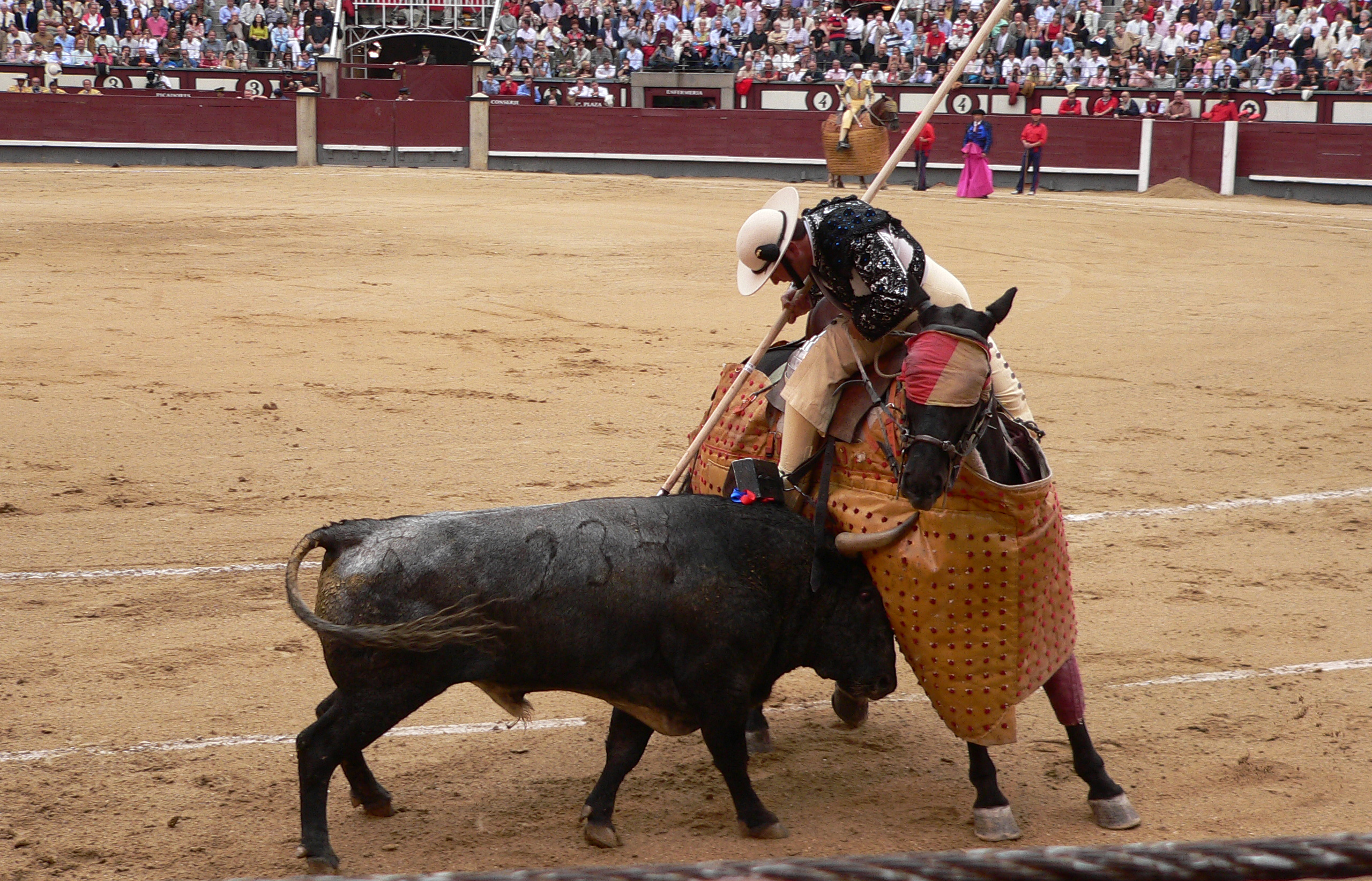
Picador.

Antes de la construcción de las plazas de toros, los encierros de reses bravas corridos por las calles terminaban en las plazas locales habilitadas para la celebración de los festejos y celebraciones posteriores. Ante los daños personales y desperfectos que se ocasionaban durante las celebraciones, los concejos de las localidades afectadas decidieron craer ordenanzas para regular la forma de en la que debían realizarse los actos. En Huesca en 1275 se prohibía que, cuando fuesen corridas reses con motivos de las bodas, estas entraran en la catedral. En Valencia se prohibió en 1339 organizar corridas improvisadas dados los daños y desórdenes que ocasionaban. En Zaragoza en 1460  Juan II ordenaba que los carniceros vendiesen sus productos fuera de la plaza del mercado de la ciudad donde también se realizaban todas las fiestas, entre ellas las corridas de toros, para evitar la contaminación de los alimentos allí vendidos, así surgió la necesidad de cerrar la plaza y convertirla en coso cerrado acondicionado para las fiestas de toros.
En 1565 se ordena la reforma del matadero de Sevilla donde terminaban los encierros y a continuación se practicaban ejercicios taurinos y la lidia de las reses. Las reformas consistieron en crear una plaza con abundantes ventanas desde las cuales los nobles sevillanos y otras personalidades acudían a ver las corridas de toros que se realizaban en los llanos del matadero, similar a un ruedo cerrado; dicha modificación se recoge en las Actas Capitulares del 23 de febrero de 1581 Ley la propusicion que hizo don Diego de Nofuentes el cabildo pasado sobre haser plaça en la que se hase frontero del matadero. Doce años después, entre 1577 y 1579, se integró en el conjunto la tribuna para los asistentes a las corridas cuyas localidades eran alquiladas, durante las obras se realizó primer palco presidencial existente en un ruedo taurino.

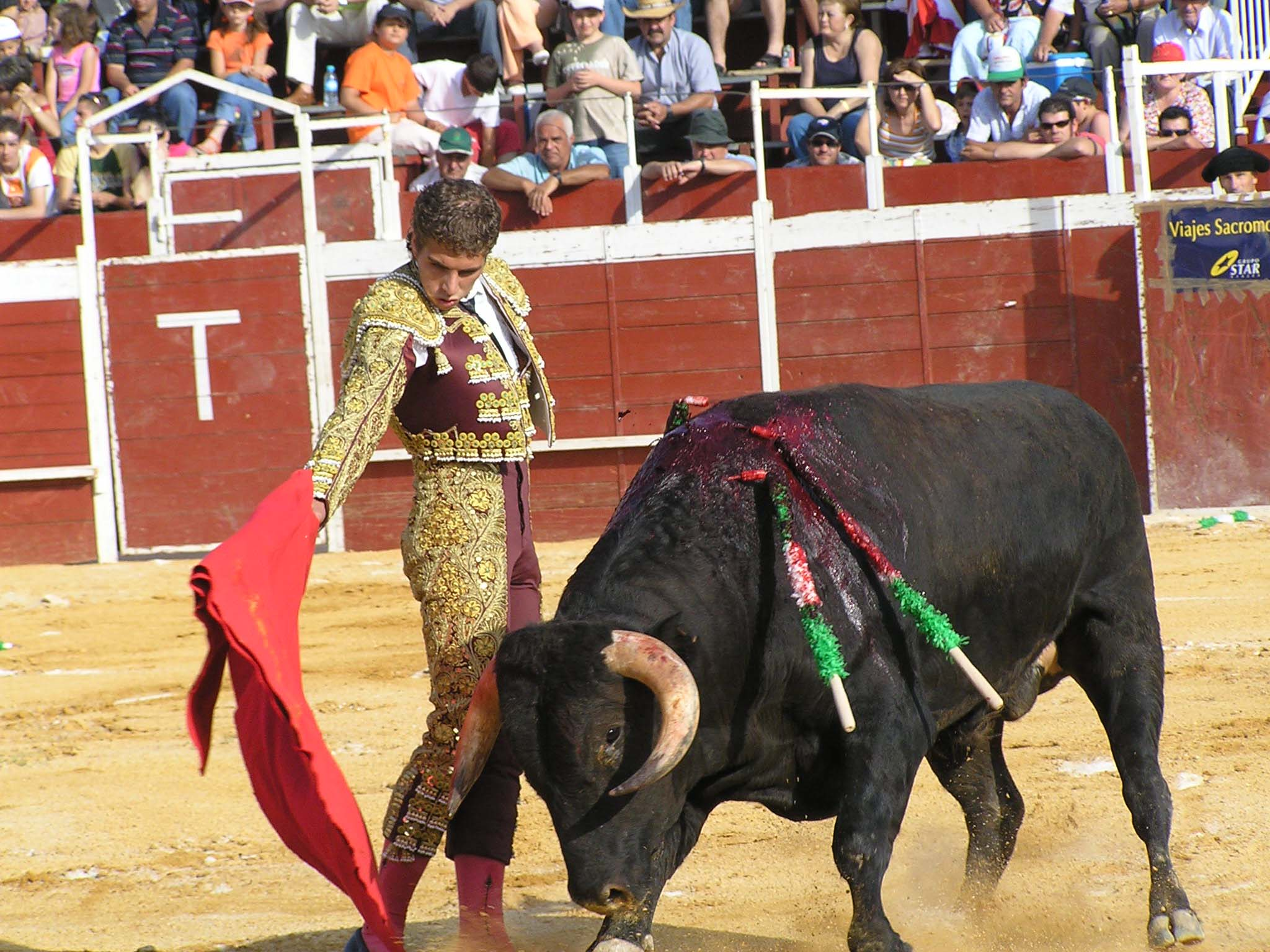
Novillero ejecutando un pase con derecha con la muleta en la plaza de toros de Alcalá la Real, Jaén, España.

Las plazas de toros cerradas y específicas para realizar espectáculos taurinos, conocidas también como cosos taurinos, son estructuras arquitectónicas con estilos diversos, de acuerdo a su antigüedad. En general, se trata de un recinto cerrado de forma circular, con tendidos y servicios que rodean un espacio central, llamado ruedo o arena, en donde se realiza el espectáculo taurino. El ruedo es un terreno de tierra batida o de albero, usado en Andalucía, rodeado por una valla de tablas de madera o barrera que mide aproximadamente 140 centímetros de altura, tiene varios burladeros en su perímetro, tras los cuales se encuentran los toreros, los auxiliares, ayudantes, autoridades y otros asistentes, tras los burladeros también se resguardan los toreros. El espacio entre la barrera y el tendido se denomina callejón. El ruedo dispone de puertas de acceso batientes para la entrada y salida de los participantes (puerta de cuadrilla) y los toros (puerta de toriles), aunque la disposición de estos accesos varía de una plaza a otra.
El edificio más antiguo que se conserva en España es la plaza de toros de Béjar La Ancianita data del año 1711, es de 3.ª categoría y pertenece a la Unión de plazas de toros históricas. La plaza de toros de primera categoría más antigua de España es la plaza de toros de la Misericordia en  Zaragoza, data del año 1764. La plaza de toros más antigua que se conserva en América es la plaza de toros de Acho (Perú), data del año 1766. La plaza de toros más grande del mundo es la Monumental de México, con una capacidad aproximada de 41 000 personas sentadas.

## Tauromaquia y cultura

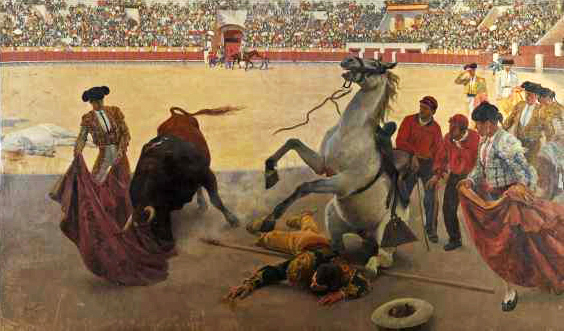
El Quite (1897) de Enrique Simonet.

La tauromaquia está íntimamente ligada a la cultura ancestral tanto la tradicional como la popular. Esta ha acompañado el discurrir histórico de la fiesta de los toros, de forma que pueden encontrase manifestaciones culturales relacionadas con la tauromaquia en las artes plásticas de artistas como Goya, Picasso, Manet, Enrique Simonet, Alberto Gironella o Lucas Villaamil entre otros artistas; en manifestaciones musicales tales como los pasodobles del compositor mexicano Agustín Lara o el flamenco entre otros; así como  en la literatura, el cine y el teatro. En Ópera, Carmen de Bizet la Ópera más bella e interpretada del mundo, es un extraordinario ejemplo de ello.
La tauromaquia es ejercicio de múltiple comprensión, pues puede ser admirada o criticada, pero sus componentes, ya citados, le permiten perdurar en el tiempo y generar amplio debate a su alrededor. Por ejemplo, el gobierno de España, a través del Ministerio del Interior, hace referencia al aspecto cultural de las corridas de toros en su reglamentación de las escuelas taurinas: «Para fomento de la fiesta de toros, en atención a la tradición y vigencia cultural de la misma, podrán crearse escuelas taurinas para la formación de nuevos profesionales taurinos y el apoyo y promoción de su actividad.»
El filósofo José Ortega y Gasset explicaba que era impensable estudiar la historia de España sin considerar las corridas de los toros. Si algunos de los escritores y filósofos de la Generación del 98 no gustaban de las corridas de toros ni del flamenco, era porque consideraban que la tauromaquia y el cante eran un atraso de la sociedad española dado el momento histórico y social que vivía España. Así, Unamuno explicaba que no le gustaban las corridas, no porque fuese un espectáculo cruento, sino porque se perdía mucho tiempo hablando de ella y esto explicaba la formación cultural de sus espectadores. Sin embargo, otros tantos fueron aficionados taurinos y dedicaron a la tauromaquia parte de sus obras. La tauromaquia estuvo presente de forma habitual en la obra de Ortega y Gasset, quien fue crítico taurino, apoderado de toreros y gran aficionado, y que llegó a organizar festejos junto a Zuloaga en las que toreó. En La caza y los toros (1962) se extrañaba de que el toreo, siendo un ejercicio callado, diese tanto que hablar. En dicha obra realizó un análisis sobre el toro bravo y su forma de embestir relacionada con el propio hombre, análisis que denominó. «la compresión del toro».
Posteriormente, la Generación del 27 en su mayoría fue amante de la fiesta, sobre la cual escribieron, pintaron y esculpieron. Vale citar las palabras con las que Federico García Lorca manifestaba su abierto apoyo y gusto por la tauromaquia: «El toreo es probablemente la riqueza poética y vital de España, increíblemente desaprovechada por los escritores y artistas, debido principalmente a una falsa educación pedagógica que nos han dado y que hemos sido los hombres de mi generación los primeros en rechazar. Creo que los toros es la fiesta más culta que hay en el mundo».

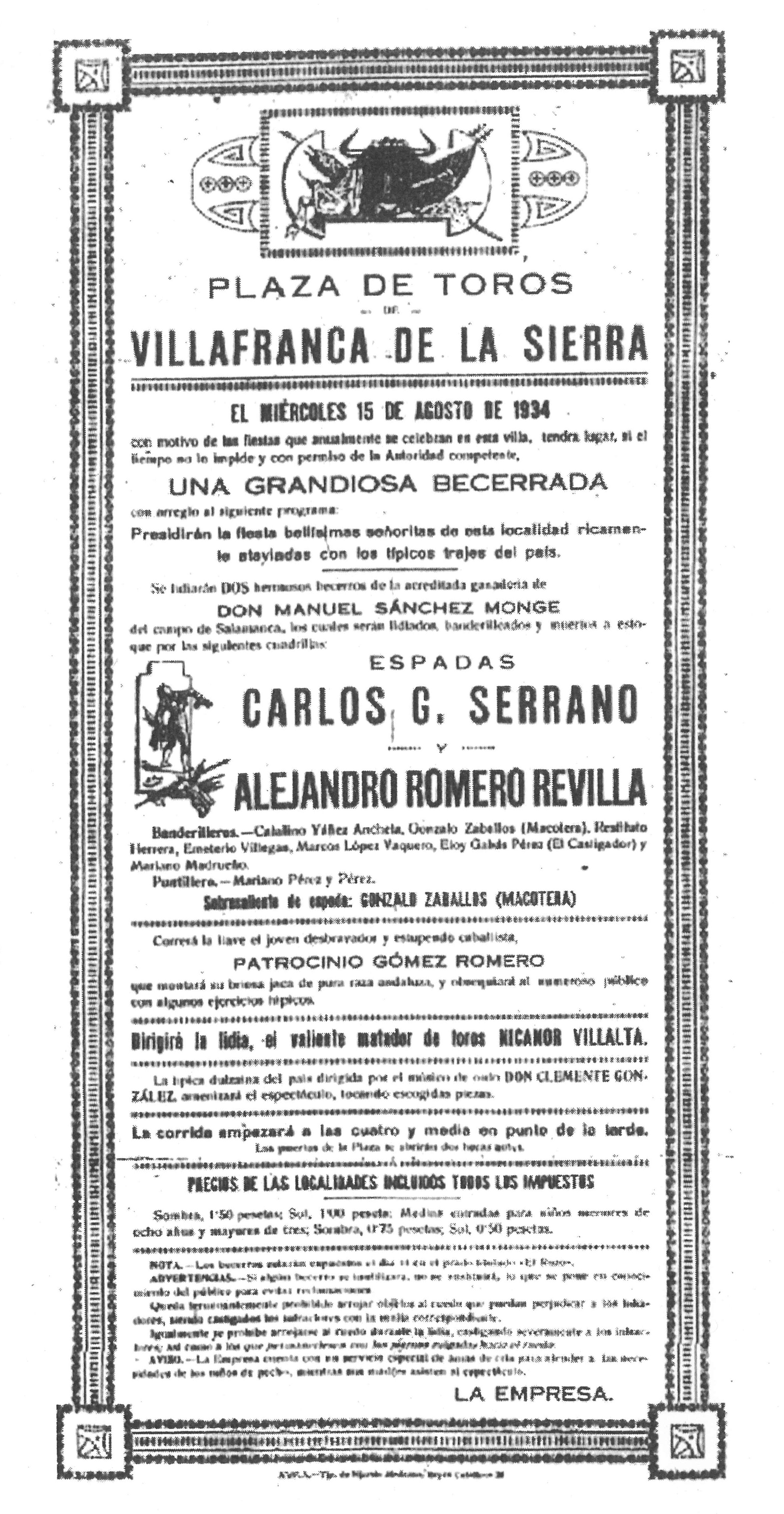
Cartel del festejo taurino del 15 de agosto de 1934 que se celebró en Villafranca de la Sierra (Ávila, España)

Antonio Machado fue crítico taurino junto con su hermano Manuel en la revista La Caricatura.  El poeta pasó todas las etapas, pasó de aficionado a rechazar la tauromaquia para volver a comprenderla a través de su poesía.
Ortega y Gasset, al igual que otros autores como el académico José María de Cossío, realizaron un paralelismo entre las corridas de toros y la historia de España:

Afirmó de la manera más taxativa que no puede comprender bien la Historia de España, desde 1650 hasta hoy, quien no se haya cimentado con rigorosa construcción la historia de las corridas de toros en el sentido estricto del término, no de la fiesta de toros que, más o menos vagamente, ha existido en la península desde hace tres milenios, sino lo que nosotros actualmente llamamos con ese nombre. La historia de las corridas de toros revela algunos de los secretos más recónditos de la vida nacional española durante casi tres siglos. Y no se trata de vagas apreciaciones, sino que, de otro modo, no se puede definir con precisión la peculiar estructura social de nuestro pueblo durante esos siglos, estructura social que es, en muy importantes órdenes, estrictamente inversa de la normal en las otras naciones de Europa.
José Ortega y Gasset

Otros intelectuales contemporáneos, como Enrique Tierno Galván, subrayaron, en abierta contradicción con los del 98, el carácter socialmente pedagógico de la tauromaquia: «Los toros son el acontecimiento que más ha educado social, e incluso políticamente, al pueblo español». Y abundaba en el refinamiento del gusto artístico que supone para sus aficionados:

El espectador de los toros se está continuamente ejercitando en la apreciación de lo bueno y de lo malo, de lo justo y de lo injusto, de lo bello y de lo feo. El que va a los toros es exactamente lo contrario de aquel aficionado a los espectáculos, de quien dice Platón que no tolera que le hablen de la belleza en sí, de la justicia en sí y de otras cosas semejantes. El espectador de los toros no es un mero, un simple aficionado a lo espectacular, ni tampoco exclusivamente un entusiasta de la exaltación embriagadora, es, mejor que todo esto un amante del conjunto del cual, en cuanto acontecimiento, es parte necesaria.
Los toros acontecimiento nacional, E. Tierno Galván

Una larga lista de escritores de varios países ha escrito exaltando el toreo como una parte importante del alma de sus pueblos. Entre los artistas vivos que defienden el toreo se encuentra el peruano Mario Vargas Llosa, el escultor y pintor colombiano Fernando Botero y el escultor y pintor mexicano Humberto Peraza.
Entre los partidarios de la tauromaquia se encuentran el pintor Francisco de Goya quien participa de festejos taurinos y los escritores Nicolás Fernández de Moratín y Valle-Inclán. Filósofos como Fernando Savater o Enrique Tierno Galván y artistas como Joaquín Sabina o Joan Manuel Serrat aducen que estas críticas de los antitaurinos obedecen a la ignorancia, ya que el toro de lidia vive en libertad en su hábitat natural y, sin las corridas, no solo se extinguiría el toro bravo, sino el propio ecosistema en que se desenvuelve (las dehesas). Sin embargo, hay alegatos que refieren a que éstas pueden ser protegidas por ley sin la necesidad de criar toros. Otros defensores del toreo, como el catedrático Andrés Amorós, argumenta que nadie ama más al toro que un buen aficionado a las corridas: «Nadie admira más su belleza, nadie exige con más vehemencia su integridad y se indigna con mayor furia ante cualquier maltrato, desprecio o manipulación fraudulenta.»
Por el contrario, algunos escritores ha manifestado su inconformidad ante la tauromaquia,  como Cecilia Bohl Faber, que firmaba con el pseudónimo masculino de Fernán Caballero para poder incursionar en la carrera literaria:

Qué asombrados se quedarían los aficionados a los toros, cultos, literatos y liberales, si supieran que la ilustrada Alemania que tantas simpatías tiene por la patria de Calderón y de Lope, echa en cara a la España simultáneamente las corridas de toros y la Inquisición.
Cecilia Bohl Faber (Fernán Caballero)

## La tauromaquia en la lengua
Diferentes filólogos han señalado la fuerte herencia de la práctica del toreo que se advierte en las expresiones de uso habitual tanto en niveles coloquiales como en diversos tipos de lengua escrita, lo que se debe a la histórica popularidad de la tauromaquia en muy diversos sectores de la sociedad española, a pesar del claro descenso de dicha popularidad especialmente en el espectro juvenil. A pesar de dicho descenso, la sociedad en general siguen usando dichas expresiones, muy a menudo sin tener conciencia del origen de las mismas. Entre ellas se pueden citar, por ejemplo, «parar los pies», «cambiar de tercio», «lleno hasta la bandera», «a las primeras de cambio», «acoso y derribo», «estar de capa caída» «entrar al trapo», «pinchar en hueso», «estar al quite», «menuda faena», «caerse del cartel», «estar para el arrastre», «ponerse el mundo por montera», «echar un capote», «cortarse la coleta», «dar la puntilla», «rematar la faena», «coger el toro por los cuernos», «ver los toros desde la barrera»,  «saltar a la torera», etc.

## Las exposiciones universales de París

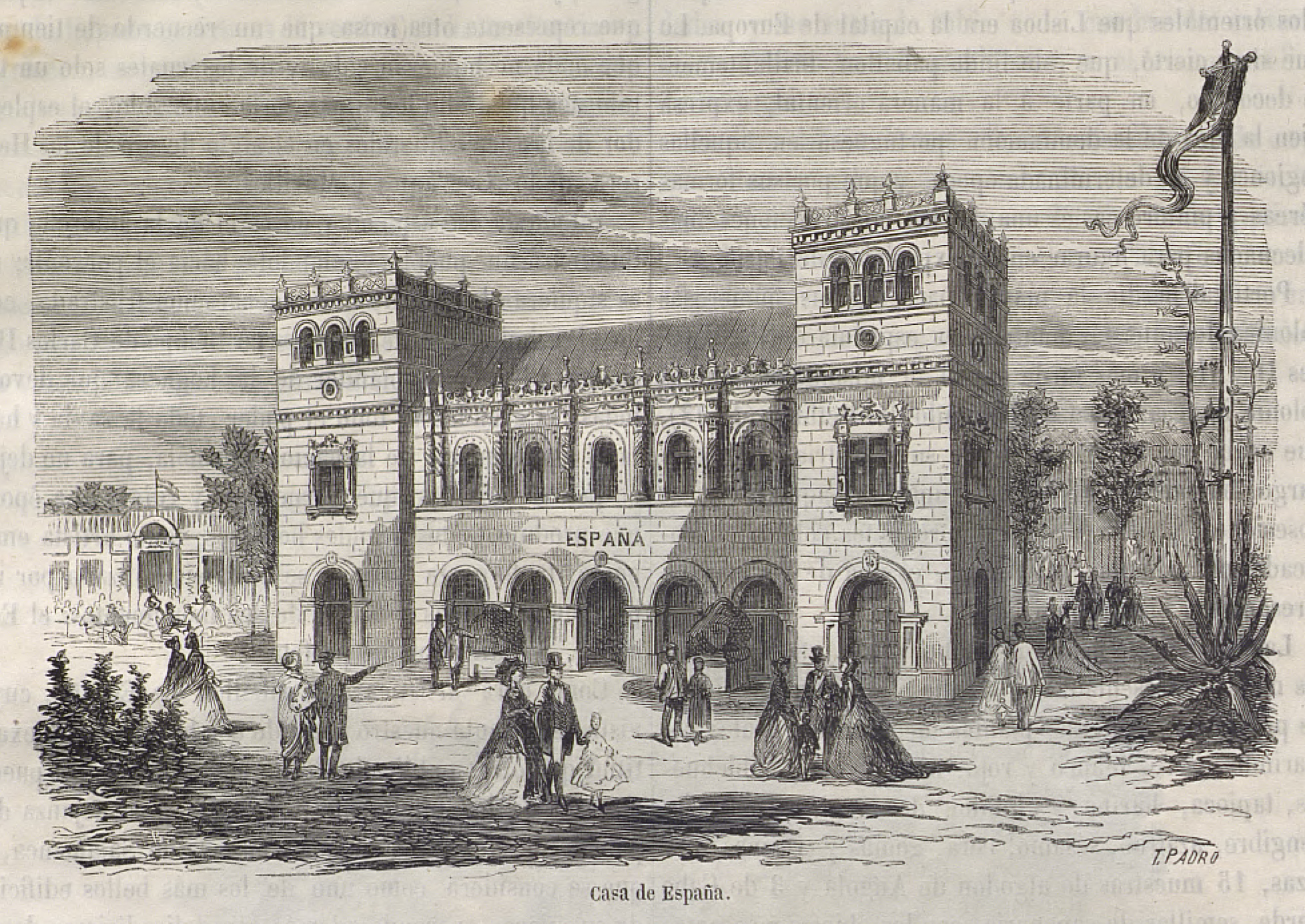
Exposición Universal de París (1867), Pabellón de España.

En el siglo XIX Francia está a la cabeza en representación de la cultura, epicentro europeo de las corrientes artísticas como el romanticismo, el darwinismo o el positivismo, donde se dieron cita los artistas e intelectuales más destacados del periodo. Fue también momento del interés hacia la cultura española. Goya fue el representante de la tradición española, junto con las publicaciones de libros de viajes y los ejemplos de las representaciones como Carmen de Mérimée y Bizet quedaron lugar a una imagen estereotipada de la cultura y sociedad española en el que fijó la sociedad francesa. Las exposiciones universales surgieron como una forma para encontrar nuevas formas de expresión artística y con la idea mostrar los últimos avances tecnológicos, industriales y científicos.
La idea de la España del siglo XIX estuvo asociada al estereotipo flamenco y toros, y así fue mostrado en varias de las exposiciones universales celebradas en París en 1855, donde por primera vez se incluyeron las Bellas Artes, grupos de pintores españoles expusieron obras sobre tauromaquia (entre otros temas) como Manuel Castellano con la obra Toreros y aficionados ante una corrida de toros, Juan José Martínez Espinosa autor de Picadores ensayando con sus caballos y Eugenio Lucas con la obra Peleas de toros en Madrid. La Exposición Universal de París de 1867 fue la que causó una de las polémicas más importantes al exhibirse en el edificio español una cabeza de toro disecada junto a los útiles de torear, según citó Ángel Fernández de los Ríos. En la Exposición de París de 1878, el escultor Ricardo Bellver presentó una escultura del diestro Lagartijo, El corresponsal de La Iberia citó un cuadro de Agraeil que representa toros y picadores en un corral antes de una corrida de toros y la obra de Jules Worns que retrató a un torero conversando con una manola. La exclusión de la obra de Zuloaga Preparativos para la corrida de toros, de la Exposición Universal de 1900 causó un gran escándalo, al ser el pintor uno de los representantes más importantes de la escuela española de pintura.

## Tauromaquia y economía

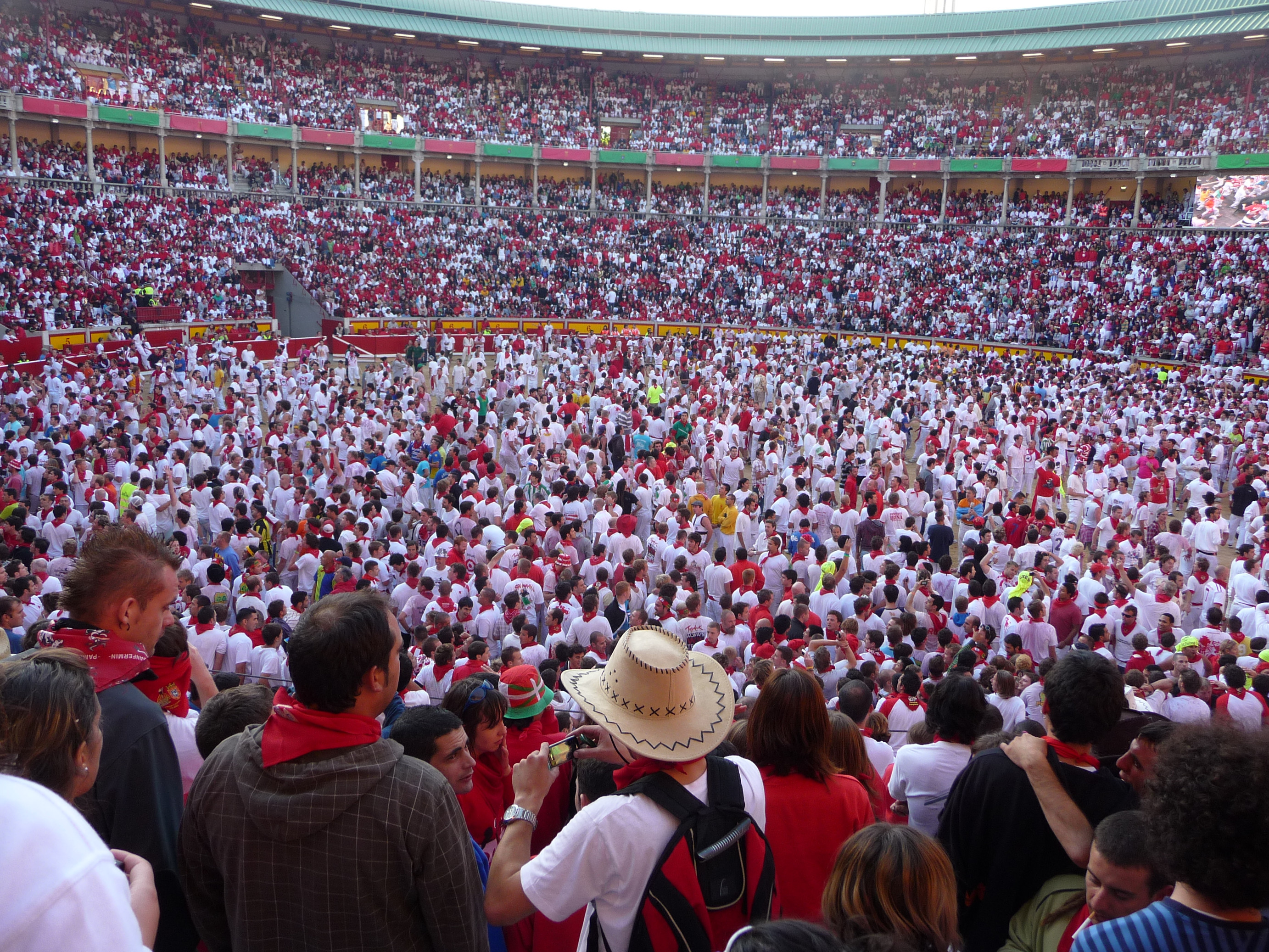
Plaza de toros Monumental de Pamplona tras los encierros (2009).

Con tauromaquia y economía se hace referencia a la dimensión económica que la tauromaquia tiene en la economía de la industria cultural y de consumo de la misma.
Entre la estructura que forma la industria taurina se encuentran los profesionales directos como toreros: (matadores de toros, banderilleros, picadores y subalternos), toros bravos de lidia y ganaderos del toro de lidia, empresarios de plazas de toros, público e instituciones (comunidades autónomas, ayuntamientos, y diputaciones y administración) entre otros. muchos; a los que se le añaden veterinarios, fabricantes de material como banderillas, estoques, picas; o sastres y todo lo necesario para poner en marcha un festejo taurino de cualquiera de los diferentes tipos: corridas de toros, encierros, novilladas, corre bous, tentaderos en el campo o festejos celebrados en la calle como los recortadores. Además del impacto económico directo, la tauromaquia tiene una repercusión importante en el sector servicios tales como el turismo, la hostelería, comercio, distribución y alimentación de la carne de toro, medios de comunicación, imprentas, etc.
Las cifras económicas varían en función del tipo de festejos realizado, así la Feria del Toro de Pamplona en pleno Sanfermín tuvo una repercusión de setenta y cuatro millones de euros en 2018. En Toledo la repercusión económica es de ocho millones de euros; los abonos de la Feria de San Isidro generaron en torno a los setenta y tres millones de euros, mientras que la hostelería y la restauración generaron cerca de cuarenta y siete millones de euros en 2019.

## Situación legal

Leyes sobre la tauromaquia en todo el mundo.
Prohibición nacional de la tauromaquia
Prohibición nacional de la tauromaquia, pero algunas tradiciones locales designadas están exentas
Algunas prohibiciones subnacionales en la tauromaquia
Tauromaquia sin matanza en la plaza es legal (estilo portugués o 'incruento')
Tauromaquia con matanza en la plaza es legal (estilo español)
Sin datos

### Colombia
El Artículo 7 de la Ley 84 de 1989 (una ley que busca promover el bienestar animal) explícitamente cuenta a varias formas de tauromaquia (junto con las riñas de gallos) como excepciones a una serie de reglamentaciones introducidas por la ley prohibiendo varias formas de maltrato animal.
Desde 2005, ha habido un debate en Colombia sobre el estatus legal que la tauromaquia, particularmente las corridas de toros, deben recibir. La primera vez que el tema fue traído a colación frente al estado colombiano fue el 22 de noviembre de 2005, cuando la Corte Constitucional desestimó una demanda interpuesta por una activista animalista, declarando las corridas como constitucionales. En 2010, el caso fue revisado nuevamente por la misma institución, la cual, si bien no tumbó el artículo del todo, restringió la práctica a municipios en los que «las mismas sean manifestación de una tradición regular, periódica e ininterrumpida y que por tanto su realización responda a cierta periodicidad», bajo la condición de que «se eliminen o morigeren en el futuro las conductas especialmente crueles contra [los animales]». En 2012, otra sentencia de la Corte dio la autoridad de potencialmente prohibir las corridas exclusivamente al Congreso de la República, decidiendo que los alcaldes no podrían ni restringir ni prohibir la práctica, adicionalmente pidiendo al Congreso que regulase la práctica, la cual se hallaba en un vacío legal.
En 2013, la Corte se pronunció respecto a una medida por la que el entonces alcalde de Bogotá, Gustavo Petro, prohibió la realización de corridas de toros en la plaza de toros de Santamaría, exigiendo al distrito que permitiese la realización de eventos de tauromaquia en la plaza de forma permanente. La medida no se cumplió, y en 2022 la Corte se volvió a pronunciar sobre el tema en respuesta a una demanda interpuesta por empresas organizadoras de corridas de toros en la plaza, exigiendo al Instituto Distrital de Recreación y Deporte (IDRD) que la plaza fuese destinada a dicho uso.
En 2017, la Corte prohibió las corridas de toros (dando al Congreso un plazo de dos años para reglamentar el fallo en la ley) de forma temporal, ya que el año siguiente la medida fue revertida por no ser consistente con los antecedentes de 2010 y 2012.
En 2024, el Congreso aprobó un proyecto de ley para prohibir las corridas de toros en el territorio nacional, tras 14 atrasos. La medida entrará en vigor en 2027, tiempo en el que el gobierno debe ayudar a la gente que depende de esta industria a encontrar otra fuente de empleo. La ley no prohíbe las corralejas, una forma de tauromaquia en la que no se mata al animal. La ley, bautizada informalmente como «No más Olé», fue aprobada por el presidente Gustavo Petro en la plaza de Santamaría.

### España
En España se recoge en la legislación la protección de la tauromaquia como bien cultural desde 1991, mencionado por el Tribunal Supremo en 1998, posteriormente se aprobó la Ley 18/2013 que regula la tauromaquia y la Ley 10/2015 por la que se protege la misma como Patrimonio Cultural Inmaterial, de acuerdo con Ley de Patrimonio Histórico el Estado por la que se tienen la obligación de garantizar la conservación de la tauromaquia así como de promocionarla y facilitar el acceso a la misma como parte del conocimiento cultural de los españoles. En este sentido, el Ministerio de Cultura (o asimilado) es el responsable del «fomento y la protección de la tauromaquia».
El 28 de julio de 2010, el Parlamento de Cataluña aprobó con 68 votos a favor, 55 en contra y 9 abstenciones abolir las corridas de toros en Cataluña a partir del 1 de enero de 2012. Posteriormente, el 20 de octubre de 2016, el Tribunal Constitucional declaró inconstitucional la prohibición taurina en Cataluña. No obstante, las corridas taurinas son inexistentes en Cataluña.
En abril de 2016 el Parlamento de las Islas Baleares aprobó una ley para prohibir a partir de junio de dicho año las corridas de toros. En noviembre de 2017 el Consejo de Ministros aprobó recurrir la ley ante el Tribunal Constitucional, que declaró la ley anticonstitucional en diciembre de 2018, anulando la prohibición.
En 2021 la alcaldesa de Gijón decidió prohibir la celebración de corridas de toros en la ciudad tras la polémica ocasionada por el nombre de dos de los toros que participaron en la feria de Begoña.

### Francia
En 2011 el Ministerio de Cultura francés declaró la tauromaquia Patrimonio Cultural Inmaterial nacional. El Consejo Constitucional en 2012 denegó la demanda presentada para ilegalizar las corridas de toros, avalando la legalidad de la tauromaquia y de las corridas de toros en el país.
En el año 2019 el Tribunal Administrativo de Apelación de Marsella desestimó el recurso presentado por los grupos antitaurinos por el que se pedía prohibir la asistencia de menores de dieciséis años a las escuelas taurinas de Nimes, Arlés y Béziers; al igual que ya hizo el Tribunal Administrativo de Nimes y el de Montpellier apoyándose en la ley francesa. Esta medida fue apoyada por el Consejo de Estado.

### Portugal
En 1836 en Portugal, durante el reinado de María II de Portugal, fue decretada la prohibición de la muerte de los toros en el ruedo, pero se permitió y fomentó la evolución de la misma, de forma que adoptó un estilo propio y original. Fue habitual que la guardia real protegiese al público con alabardas y las horquillas del moquete o forcado. Una vez se hizo uso en las plazas de las trincheras o barreras protectoras, la función de la guardia pasó a ser la de sostener al toro con la fuerza de sus brazos, gesto conocido como pega, hasta guiarlo a los toriles. La tradición se mantiene intacta desde el siglo XVII. En septiembre de 2019, Portugal blindó la tauromaquia al declarar inconstitucional la ley que prohibía las corridas de toros.